# Magyar Királyság

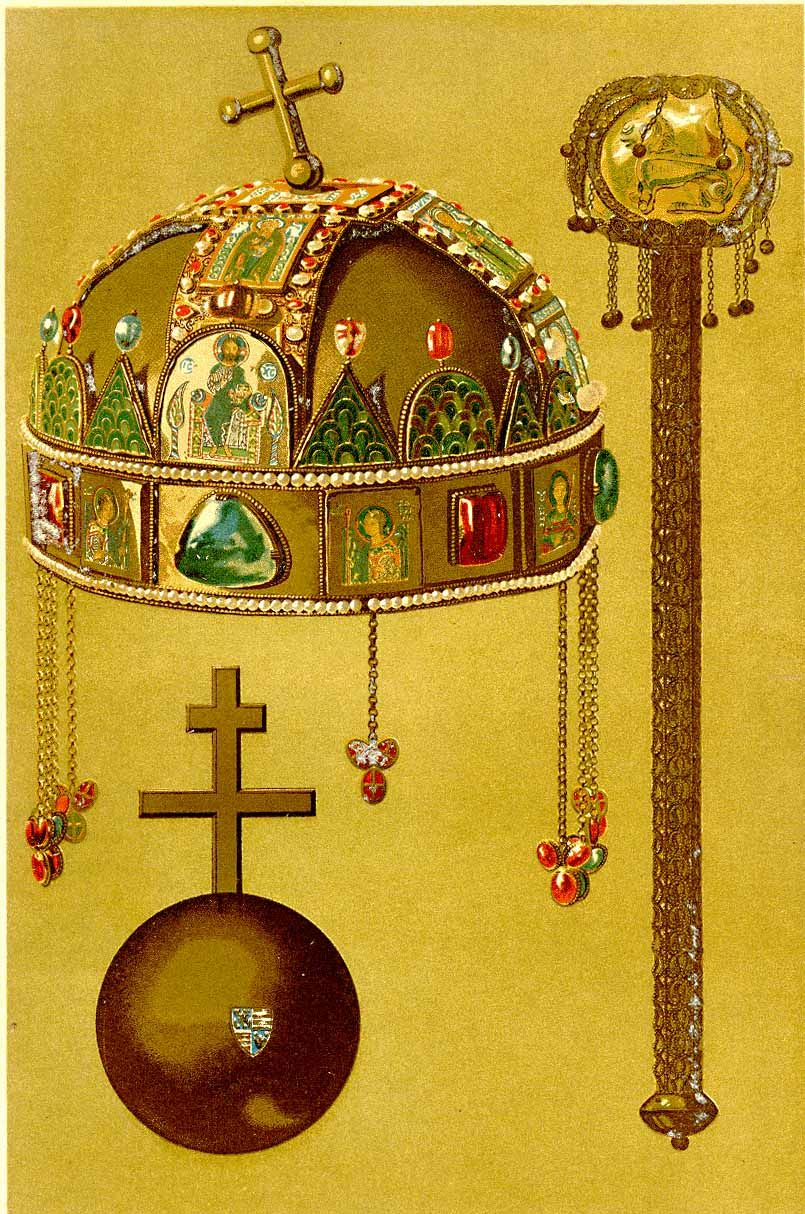
A Szent Korona, az országalma és a királyi jogar

A Magyar Királyság 1000-től 1918. november 16-ig, majd 1920. március 1-jétől 1946. február 1-jéig a történelmi magyar állam hivatalos elnevezése. A királyság államformaként I. István megkoronázásával jött létre a Kárpát-medence területén a honfoglalástól fennálló Magyar Fejedelemség folytatásaképp. A középkori latin terminológiában a királyság államformáját Regnumnak nevezték. A hungarus népnév szótöve a legvalószínűbb elmélet szerint az onogur népnévből ered, így a latin forrásokban a királyság neve: Regnum Hungariae lett. Az ország az erős német fenyegetettség ellenére is lépést tartott az európai fejlődéssel, és a 14. századra nagyhatalmi pozícióba került. Ez azonban I. (Nagy) Lajos után gyorsan leépült, majd az 1479-es kenyérmezei csata felvezetésével 1521-től megkezdődött a török háborúk kora, amely két évszázadnyi hátrányba hozta Magyarországot Európával szemben.
A török hódoltságnak és az ennek kapcsán kialakuló Erdélyi Fejedelemségnek a Habsburg Birodalom vetett véget. Ez politikai és gazdasági függőséghez vezetett, ami tovább hátráltatta a Magyar Királyság felzárkózását. Ennek ellenére az Osztrák Császárság politikai elszigetelődése, a Porosz Királyság megerősödése, az 1866-os königgrätzi csata katasztrófája meghozta az osztrák–magyar közeledést, a két állam reálunióját, és 1867-ben megtörtént a kiegyezés, amelynek során a Magyar Királyság egyenrangú félként vett részt az Osztrák–Magyar Monarchia életében. Az ipari forradalom második hullámába már Magyarország is képes volt beszállni, és az első világháborúig csaknem ledolgozta hátrányát. A „nagy háború” következményeként az Osztrák–Magyar Monarchia szétesett, Magyarország az összes résztvevő közül a legsúlyosabb következményeket szenvedte el (trianoni békeszerződés). Ettől kezdve a Magyar Királyság megkoronázott uralkodó nélküli királyság lett, amelyet Horthy Miklós kormányzó vezetett. A második világháborúban a Magyar Királyság a helyzet foglyaként ismét a vesztes oldalon állt. 1946-ban a királyságot mint államformát hivatalosan megszüntették a Második magyar köztársaság létrejöttével.
A királyságban a hivatalos nyelv 1844-ig a latin, 1844-től 1867-ig a magyar, a kiegyezéstől 1918-ig a magyar, Fiuméban az olasz, Horvát-Szlavónországban pedig a horvát voltak. A Magyar Királyságot az 1918 előtti területtel gyakran a történelmi Magyarország, illetve a Nagy-Magyarország kifejezéssel jelölik, amit ebben az értelemben az első világháborút lezáró trianoni döntés után kezdtek használni.

## Földrajza
A Magyar Királyság történelme legnagyobb részében a Kárpát-medencét és a Kárpátok ívét birtokolta, a hegység vízválasztója viszonylag pontosan megadja az országhatárokat. Délről a Száva, nyugatról a Lajta és az Alpokalja határolta. A Kárpátok íve és a nagy folyók ezt a területet jól védhetővé tették, az ország a történelme folyamán jelentős területváltozásokon nem is ment át. A Magyar Királyság a Kárpátokon túlra rendkívül ritkán vezetett hadjáratot, de hódítók is csak egyetlen alkalommal törtek be innen sikerrel, a mongolok. Változatos földrajzi környezet, amelyben magashegységek (Kárpátok), középhegységek (Dunántúli-középhegység, Északi-középhegység, Erdélyi-középhegység), dombságok (Dunántúli-dombság) és hatalmas síkságok (Alföld, Kisalföld) is vannak. A legmagasabb pontja a Gerlachfalvi-csúcs volt. Az ország két fő víziútja a Duna és a Tisza. Legnagyobb tava a Dunántúlon található Balaton.
A történelmi Magyar Királyság földrajzi középpontjának helyét 1880-ban mérték ki Szarvas közelében, melyet Mihálfi József főgimnáziumi tanár 1880-ban számított ki. A helyiek rendkívüli fontosságot tulajdonítottak a dolognak, melyet a kornak megfelelő eszközök segítségével büszkén népszerűsítettek. A Nagy-Magyarország mértani középpontját jelző Kreszan-féle szélmalmot azonban lebontották, helyét sokáig mindössze egy malomkő jelölte. A jelenlegi szélmalmot Gödri István tervei alapján 1940-ben készítették el. 1932-ben újra felmérték a Magyar Királyság földrajzi középpontját. Az ekkor korrigált országközéppont az eredetitől fél kilométerrel távolabbra került, a szarvasi arborétummal szemben fekvő területre, a Holt-Körös és a Zöldpázsit-körgát közé. A kijelölt pontra egy dombot és egy szélmalom formájú emlékművet építettek, terméskőből.

### Részei
A magyar állam nem volt tekinthető modern értelemben vett központosított monarchiának: különféle kapcsolt részei mindenkor jelentős önállósággal, esetenként államisággal is bírtak. Így lehettek részben katonai közigazgatású védterületek, részben önálló nemességgel rendelkező társországok, önálló városok stb. A Királysághoz való kapcsolódásuk nem volt tekinthető egyszerűen közigazgatásinak.
Ezek között Erdély különleges helyzetű, mivel a Magyar Királyság kezdeteitől 1526-ig a Magyar Királyság szerves része volt, csak közigazgatásilag különült el. 1526–1571 között a magyar belháború és a török hódítás miatt folyamatosan távolodott a Magyar Királyságtól, míg egy kvázi független Erdélyi Fejedelemség ki nem alakult, amit a töröktől visszafoglalt területeket egyesítő Habsburg közigazgatás nem csatolt vissza Magyarországhoz, hanem önálló, közvetlenül az uralkodó hatáskörébe tartozó tartományként szervezte meg, és csak a kiegyezéskor vált újra a Magyar Királyság részévé.
A hosszú távon ténylegesen birtokolt, részleges önállósággal rendelkező területek
- Szlavónia (1091-től 1918-ig, 1699-től a korábbi Szerémség területén újjászervezve)
- Horvátország (1091-től 1918-ig, 1541-től fokozatosan és részben a történelmi Szlavónia területét magába foglalva)
- Dalmácia (a XII–XIV. sz. között időszakos magyar uralom, középkori Dalmát Királyság 1433-ig, majd névleges cím, 1867-től 1918-ig újkori Dalmát Királyság osztrák koronatartomány, névleges horvát–magyar igény)
- Fiume (1776-tól Horvátországon keresztül közvetett, 1779-től közvetlen)
- Erdély (1541–1699 között gyakorlatilag önálló)
- Partium (1570-től 1693-ig az erdélyi fejedelem uralma alatt álló magyar vármegyék, 1712-től kettős erdélyi/magyar közigazgatás, majd ténylegesen 1868-tól megszűnik a különállása, a magyar vármegyerendszer része)
- Karánsebesi-Lugosi Bánság (közigazgatási egység (bánság) volt az Erdélyi Fejedelemség Partiumi területén 1536-tól 1658-ig)

Magyar területekből megszervezett, de idegen igazgatás alatt álló területek
- Katonai határőrvidék (gyakorlatilag osztrák irányítás, 1850-től koronaország, majd az 1870-80-as években felszámolják)
- Temesi Bánság (1718-tól 1778-ig a bécsi haditanács igazgatása alatt áll, 1741-től névleg visszacsatolva)
- Szerb Vajdaság a '48-as forradalom ideje alatt a délvidéki szerb felkelők által kikiáltatott autonóm terület, nagyjából a mai Vajdaság területén.
- Szerb Vajdaság és Temesi Bánság (1849-1860, a '48-as forradalom után a Bácska, Szerémség és a hajdani Temesi Bánság megyéiből létrehozott szerb indíttatású osztrák tartomány a Bach-korszakban.)

Átmenetileg vagy formálisan birtokolt területek
- Bosznia (Ráma)
- Szerbia (Rácország)
- Kunország (a mai Havasalföld, Moldva területén)
- Bulgária (Bolgárország)
- Halics és Lodoméria/Gácsország (Galícia) (rutén fejedelemségek, magyar uralom alatt egyesítve)
- Jeruzsálemi Királyság[8]

Szabad Kerületek
- a Jászkun kerület,
- a Hajdú kerület,
- a Túrmezei kerület (tarmezői vagy tarapolyai nemesek kerülete),
- a Magyar tengermellék (a fiumei és buccari szabad kikötő kerületek),
- a Szepesi 16 város kerülete, mely azonban az országgyűlésen képviselve nem volt.

Továbbá kiváltságos kerületeket alkottak, de a törvényhatóság jogállásával vagy a követküldés jogával nem bírtak
- a szepesi tíz lándzsás nemesek széke (1802-ig),
- a tiszai koronai és a nagykikindai kerületek, az előbbi Bács, az utóbbi Torontál vármegyének alárendelve.

Lásd még
- Vármegyék, bánságok, székely és szász székek, szabad királyi városok, szabad kerületek és katonai határőrvidék

Megjegyzés
A heraldikában a fentiek címerei a kiegyezés (1867) után a magyar címerben is megjelentek. A magyar nagycímer a Magyar Szent Korona Országainak címereit hiánytalanul tartalmazta, köztük az összes igénycímert is, míg a magyar középcímer (mind a kettő a magyar kiscímert mint boglárcímert tartalmazza) csak az első csoport címereit foglalta magában, vagyis az osztrák tartományként igazgatott Dalmáciáét is.

### Népei
A Magyar Királyság területe a tatárjárást követően soknyelvű ország volt. Az ország belső területein élt a nemzetalkotó nép, a magyarok. Egy csoportjuk, a székelyek távolabb éltek ezektől a területektől, eredetileg a nyugati gyepűk mentén, majd áttelepítésük után Erdély délkeleti részén, Székelyföldön.
A Vág és a Nyitra folyók völgyében élt egy morva-szláv népcsoport, részben belőlük alakultak ki később a szlovákok. A románok a 13. században kezdtek bevándorolni a Kárpátok déli lejtői felől, majd a XVIII. századtól ők lettek a legnagyobb lélekszámú nép Erdélyben. Az ország több részén is éltek németek, például nyugaton, a későbbi Burgenlandon (magyarul Őrvidék), valamint németül beszéltek az erdélyi és a szepességi szászok, illetve több német nyelvű terület is volt a Bánságban, a Dunántúlon, a Garam folyó mentén és Budapest, Kassa környékén. A németeken kívül olaszok is jöttek az országba, az első városi kiváltságokat italicus kereskedők kapták. Oláh Miklós esztergomi érsek 1536-ban telepeseket említ az Eger-völgyben, akik "mind a mai napig franciául beszélnek". A nyugat-európai bevándorlókat sokszor csak teutonnak nevezték, de ezek között flamandok, vallonok, frankok is voltak.
A déli területeken különböző délszláv népek, például szerbek, horvátok, szlovének éltek. A középkori források bolgárokat is említenek, akik később már csak a bánság bizonyos területein laknak Magyarországon belül (igaz, a középkorban délebbre nyúlt az ország határa). Az északkeleti részeken, Kárpátalján a ruszinok éltek. Ezeken kívül zsidókat, görögöket és örményeket, valamint lengyeleket és cseheket találunk az országban. A középkorban több sztyeppei nomád is betelepedett, ilyenek például a kunok, jászok, úzok, kálizok, illetve egy iszlám vallású népcsoport, akiket a magyar nyelv böszörményeknek, izmaelitáknak nevez. Ők talán a besenyők vagy a volgai bolgárok lehettek. Ez utóbbi népek sorsa az asszimilálódás lett.
A középkori Magyarországnak 1495-ben Mátyás király halálakor végzett összeírás alapján 5,4 millió lakója volt (Horvátországgal együtt), ebből 4,1 millió volt magyar amely a lakosságnak 76 %-a. A korabeli Horvátország nélküli lakosságnak 81%-a magyar, 5%-a német, 3%-a román, 7%-a szlovák, 2%-a szerb volt. A Magyar Királyság összlakosságából 2,5 millió élt a mai Magyarország területén és 1,9 millió a mai országhatáron túli területeken. A mai országhatárokon túli területeken 1 millió 100 ezer magyar élt, amely a mai határon túli lakosok nagyjából 55–60%-át jelentette. A déli és középső területek és végvárak magyar többségű népessége folyamatosan csökkent a török támadások miatt.

## Történelme

### Középkor
A Magyar Királyság 1000 karácsonyának első napján (vagyis a Gergely-naptár szerint 1001. január 1-jén) jött létre I. István megkoronázásával. Ő hozta létre az országban a közigazgatást: az állam területét közigazgatásilag vármegyékre, egyházi szempontból egyházmegyékre osztotta. Törvényeket hozott mind az állam, mind az egyház megerősítésére. 1038-ban bekövetkezett halála után az ország meggyengült. Belső háborúk, külső támadások és az uralkodók személyével, politikájával elégedetlen magyarság lázadásai miatt.
I. László (uralkodott 1077–1095) szigorú törvényeket hozott a belső rend megszilárdítására. 1091-ben perszonálunióval Magyarországhoz csatolta Horvátországot és elfoglalta Dalmácia egy részét. Utódja, Könyves Kálmán enyhített törvényein és meghódította egész Dalmáciát. A 12. század második felében a Bizáncban nevelkedett III. Béla visszafoglalta a Bizánci Birodalom által megszállt déli területeket. Ő szervezte meg az országban az első a királyi kancelláriát, ahol Anonymus is dolgozott.
II. András a királyi birtokok egy részét kezdetben még elajándékozta (főleg külföldieknek). A társadalmi és hatalompolitikai változásokra reagálva adta ki 1222-ben az Aranybullát. András fia, IV. Béla felhagyott apja birtokpolitikájával. Az ő idején törtek be az országba Batu kán vezetésével 1241–42-ben a tatárok, amelynek etnikai következményeit az országnak sosem sikerült kiheverni. 1301-ben III. András halálával kihalt az Árpád-ház férfiága.
Interregnum, azaz király nélküli időszak következett, mely idő alatt három trónkövetelő is volt, akik közül időnként meg is koronáztak egyet-egyet. Végül az Anjou-házból származó I. Károly foglalhatta el huzamosabb időre a trónt. Miután a kiskirályok legyőzésével megszilárdította hatalmát, megreformálta a gazdaságot és a hadsereget is. Az eddigi ezüstdénár helyett firenzei mintára aranyforintot vezetett be. Banderiális hadsereget hozott létre. 1335-ben Visegrádon királytalálkozóra került sor a magyar, a lengyel és a cseh király részvételével, ahol gazdasági és politikai kérdéseket egyeztettek. 1339-ben Károly III. (Nagy) Kázmér lengyel királlyal örökösödési szerződést kötött, mely szerint Kázmér fiúgyermek nélküli halála esetén Károly utódjáé lesz a lengyel trón.

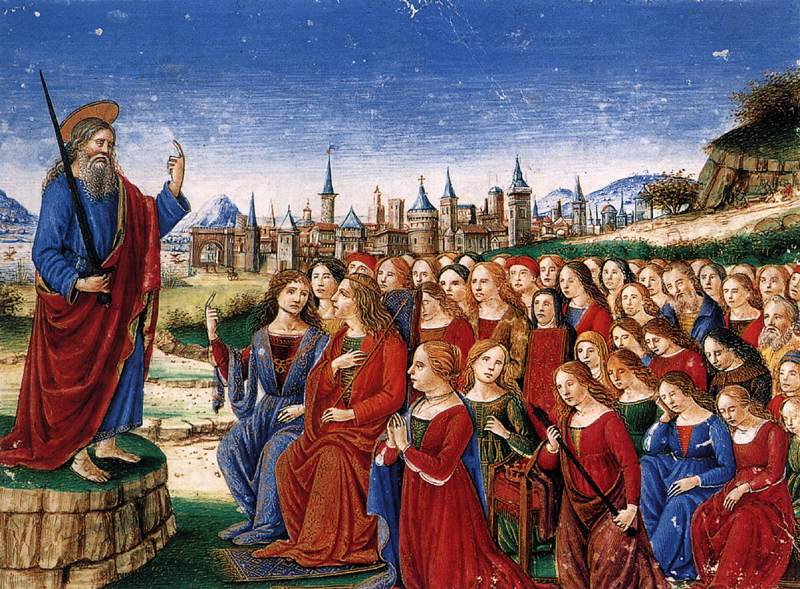
A vatikáni Corvin-Breviarium kódex díszlapja. Szent Pál prédikál, előtte ül trónján Hunyadi Mátyás Magyarország királya, mellette Aragóniai Beatrix magyar királyné

1342-ben Károly halála után fia, I. Lajos vette át a trónt. Több hadjáratot vezetett a Nápolyi Királyság ellen, valamint hűbéresévé tette a balkáni államok többségét. 1370-ben Nagy Kázmér halála után övé lett a lengyel korona is, létrejött a magyar–lengyel perszonálunió, ami haláláig, 1382-ig tartott. Magyarországon 1387-1437 között Luxemburgi Zsigmond volt a király, aki a 1433-tól a német-római császári címet is viselte. 1396-ban Nikápolynál ütközött meg a törökökkel, azonban vereséget szenvedett. Hunyadi János 1446-tól 1453-ig viselte a kormányzói tisztséget. A törökök elleni legnagyobb győzelme azonban 1456-ban Nándorfehérvárnál volt.
A nándorfehérvári diadal után azonban a táborában kitört pestisjárványban meghalt. Két évvel később, 1458-ban kisebbik fiát, I. Mátyást királlyá választották. Az ő ideje alatt még egyszer felvirágzott a középkorban az ország: megerősítette a gazdaságot, délen a törökkel viszonylag békés viszonya volt, csak néha voltak összeütközések. Meg szerette volna szerezni a német-római császári címet, ezért elfoglalta Morvaországot, Sziléziát, Ausztria egy részét, Stájerországot és 1485-ben Bécset is. Székhelyét is ide helyezte át. 1490-ben hirtelen halt meg.

### „A hosszú 19. század”
A korszakban több előremutató lépés is született, például ilyen volt 1895. november 18-án kelt Ferenc József döntése, amelyben a Wlassics Gyula kultuszminiszter előterjesztése alapján az uralkodó engedélyt adott arra, hogy a nők előtt is megnyíljanak bizonyos hazai egyetemek kapui.
| · Nemzetiségek 1910-ben: Magyarok (54,44%) Románok (16,14%) Szlovákok (10,65%) Németek (10,42%) Ruténok (2,54%) Szerbek (2,52%) Horvátok (1,06%) Egyéb (2,19%) | \| Nemzetiségek \| Számuk \| Arányuk \| \| ------------ \| ---------- \| ------- \| \| Magyarok \| 9 944 627 \| 54,44 % \| \| Románok \| 2 948 186 \| 16,14 % \| \| Szlovákok \| 1 946 357 \| 10,65 % \| \| Németek \| 1 903 357 \| 10,42 % \| \| Ruténok \| 464 270 \| 2,54 % \| \| Szerbek \| 461 516 \| 2,52 % \| \| Horvátok \| 194 808 \| 1,06 % \| \| Egyéb \| 401 412 \| 2,19 % \| \| Összesen \| 18 264 533 \| 100 % \| |         |
| Nemzetiségek | Számuk | Arányuk |
| Magyarok | 9 944 627 | 54,44 % |
| Románok | 2 948 186 | 16,14 % |
| Szlovákok | 1 946 357 | 10,65 % |
| Németek | 1 903 357 | 10,42 % |
| Ruténok | 464 270 | 2,54 %  |
| Szerbek | 461 516 | 2,52 %  |
| Horvátok | 194 808 | 1,06 %  |
| Egyéb | 401 412 | 2,19 %  |
| Összesen | 18 264 533 | 100 %   |

A Magyar Királyság vármegyéi
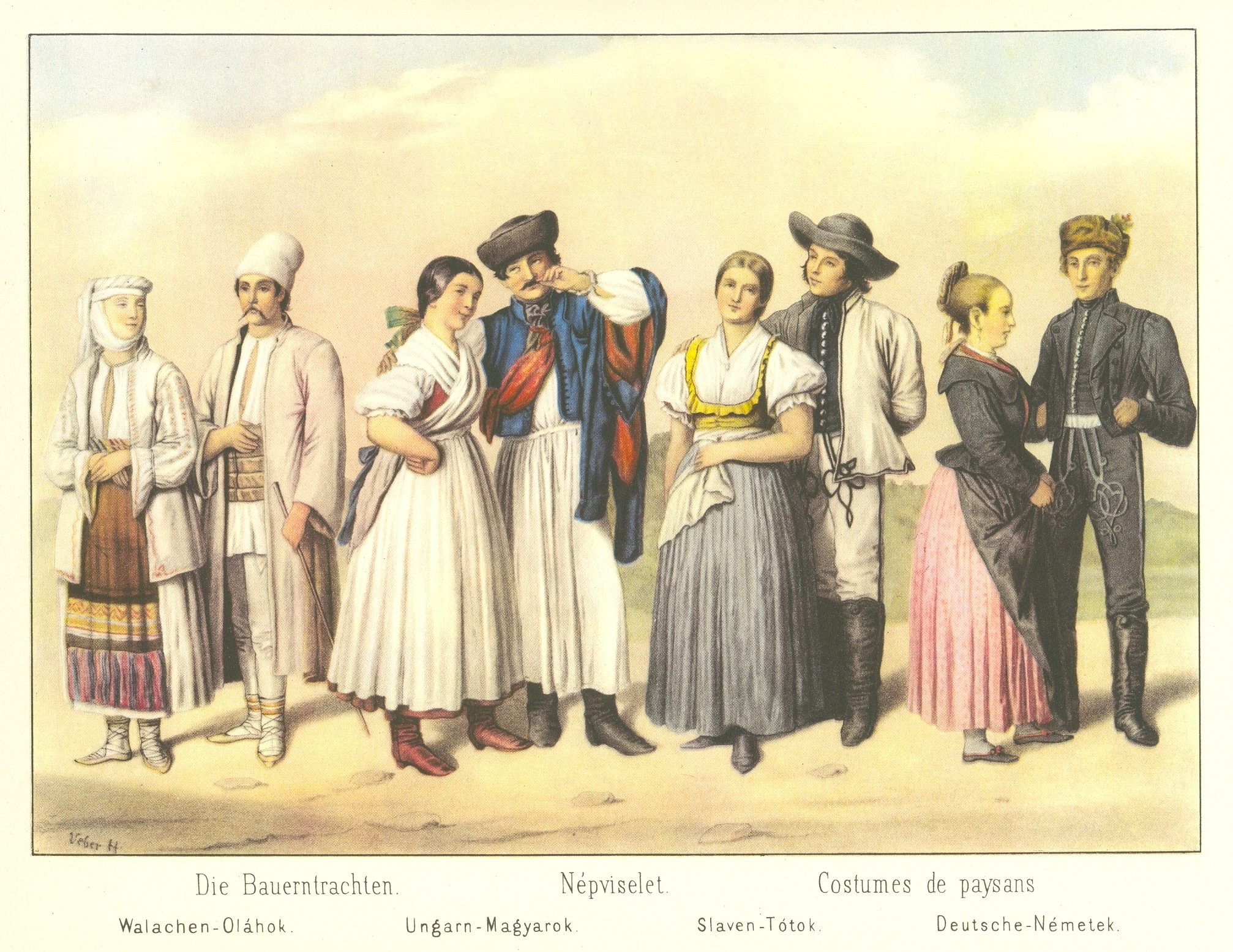
Kárpát-medencei népviseletek (1885)
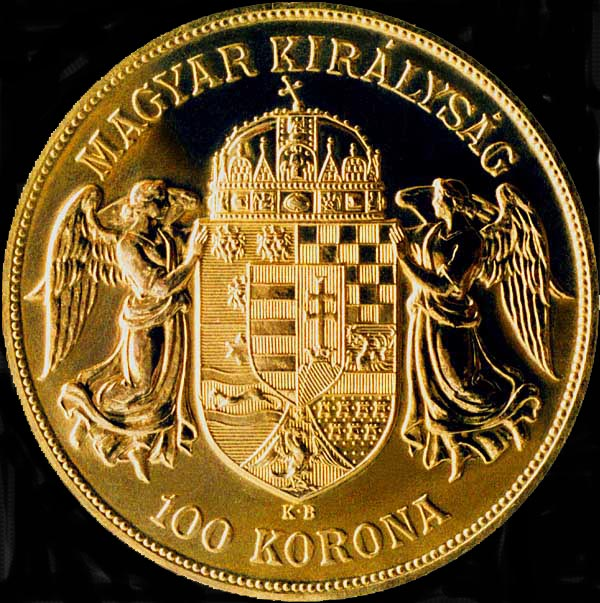
Magyar Királyság feliratú százkoronás pénzérme, 1908

### 1920–1946
Az első világháború után helyreállt Magyarország függetlensége, de a trianoni békeszerződés a korábbi államot feldarabolta. Az új „csonka-Magyarország” hivatalos neve továbbra is Magyar Királyság maradt, államformája királyság volt, de a trón betöltetlen maradt, mivel az antanthatalmak megtiltották IV. Károly magyar király visszatérését. Így az államfői hatalom ideiglenes rendezését a magyar történelemben ismert formulával oldották meg: az 1920 elején összeült Nemzetgyűlés titkos szavazással Horthy Miklóst választotta meg kormányzónak.

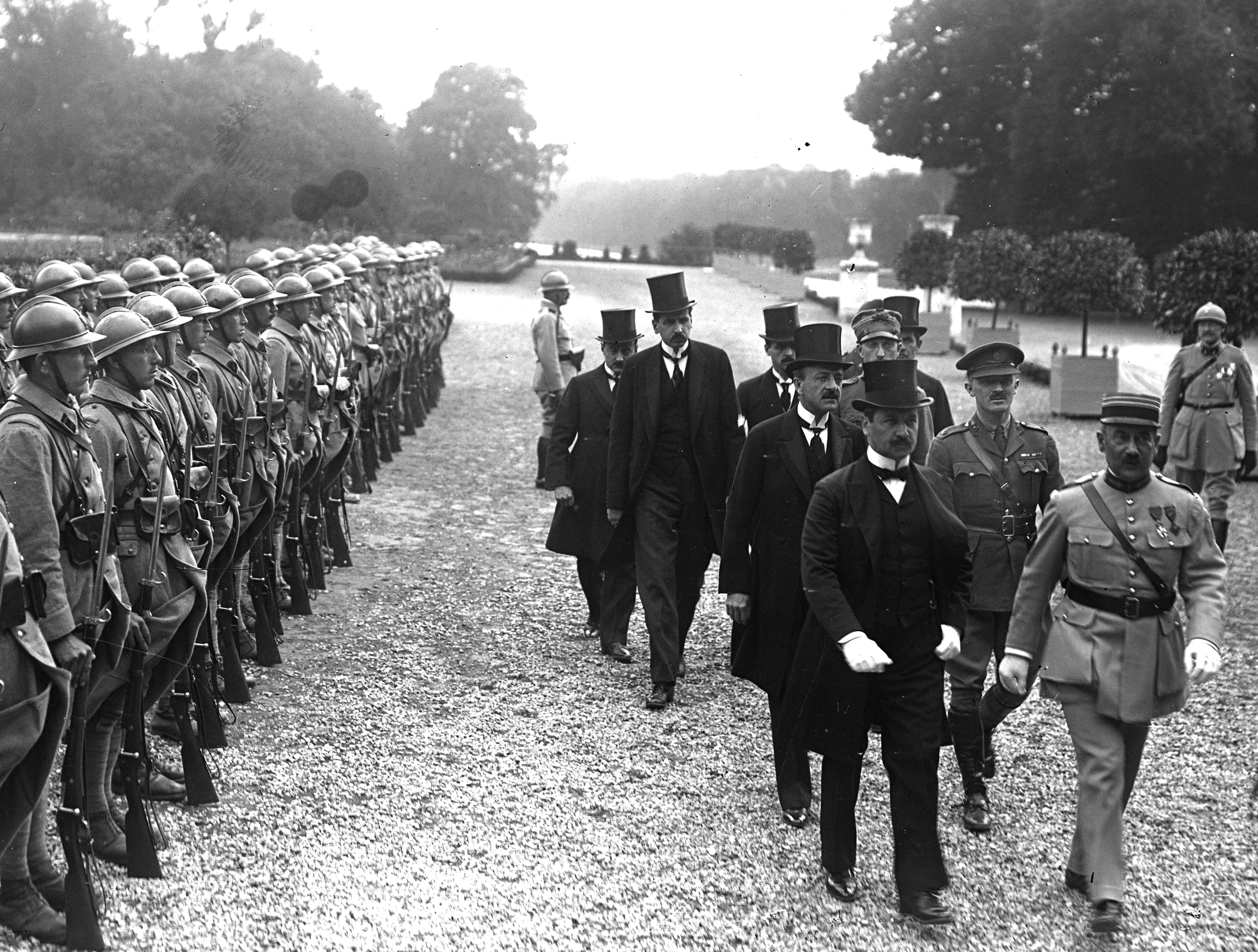
1920. június 4. A trianoni békeszerződés aláírására kísérik a magyar küldöttséget, a szerződés értelmében a korábbi államot feldarabolták

Ugyanakkor az antanthatalmak nem tettek meg mindent annak érdekében, hogy IV. Károly soha ne tudjon egy esetleges restaurációs kísérlettel újból a magyar trónra ülni. Így történhetett meg, hogy 1921-ben kétszer is megpróbált visszatérni, melyre a szomszédos országok tiltakozással és katonai beavatkozás lehetőségével válaszoltak. A románok és a csehek ténylegesen elkezdték a mozgósítást a Magyar Királyság ellen. Az akkori magyar külpolitika fő célja az elcsatolt korábbi, részben magyarok lakta területek visszaszerzése volt a békeszerződés revíziója révén. IV. Károlyt, 1921. november 6-án a XLVII. törvénycikk értelmében megfosztották trónjától.
A második világháború utolsó hónapjaiban kettős hatalom alakult ki az ország német és magyar megszállás alatt álló területein. Az előbbin a nyilaspuccs után a nyilasok, az utóbbin az Ideiglenes Nemzeti Kormány gyakorolta a hatalmat a megszállott területeken, korlátozott mértékben. A háború utáni rövid bizonytalanságban a királyság megszűnt, és megalakult a Második Magyar Köztársaság.

## Fővárosai

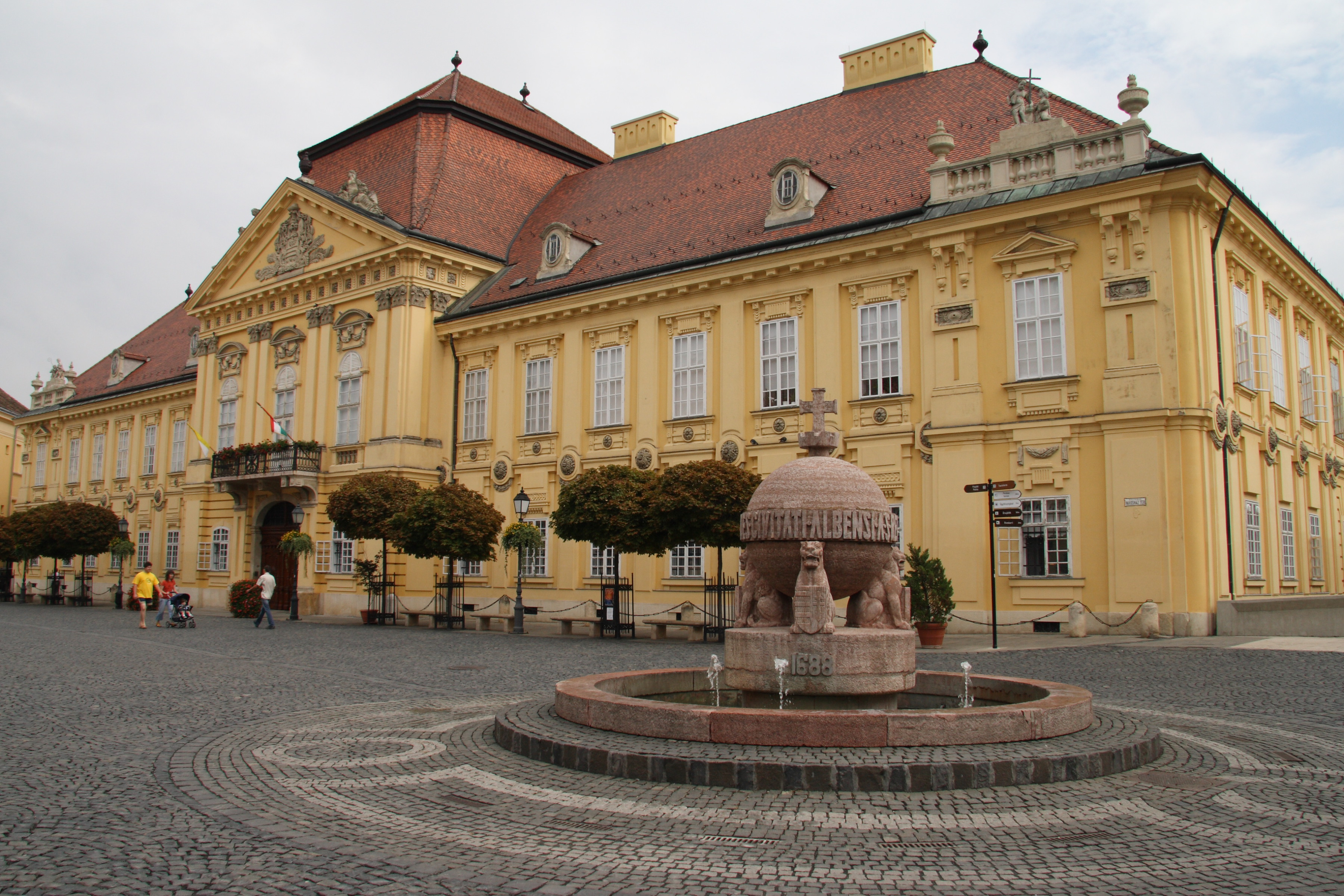
Az Országalma a székesfehérvári Városház téren

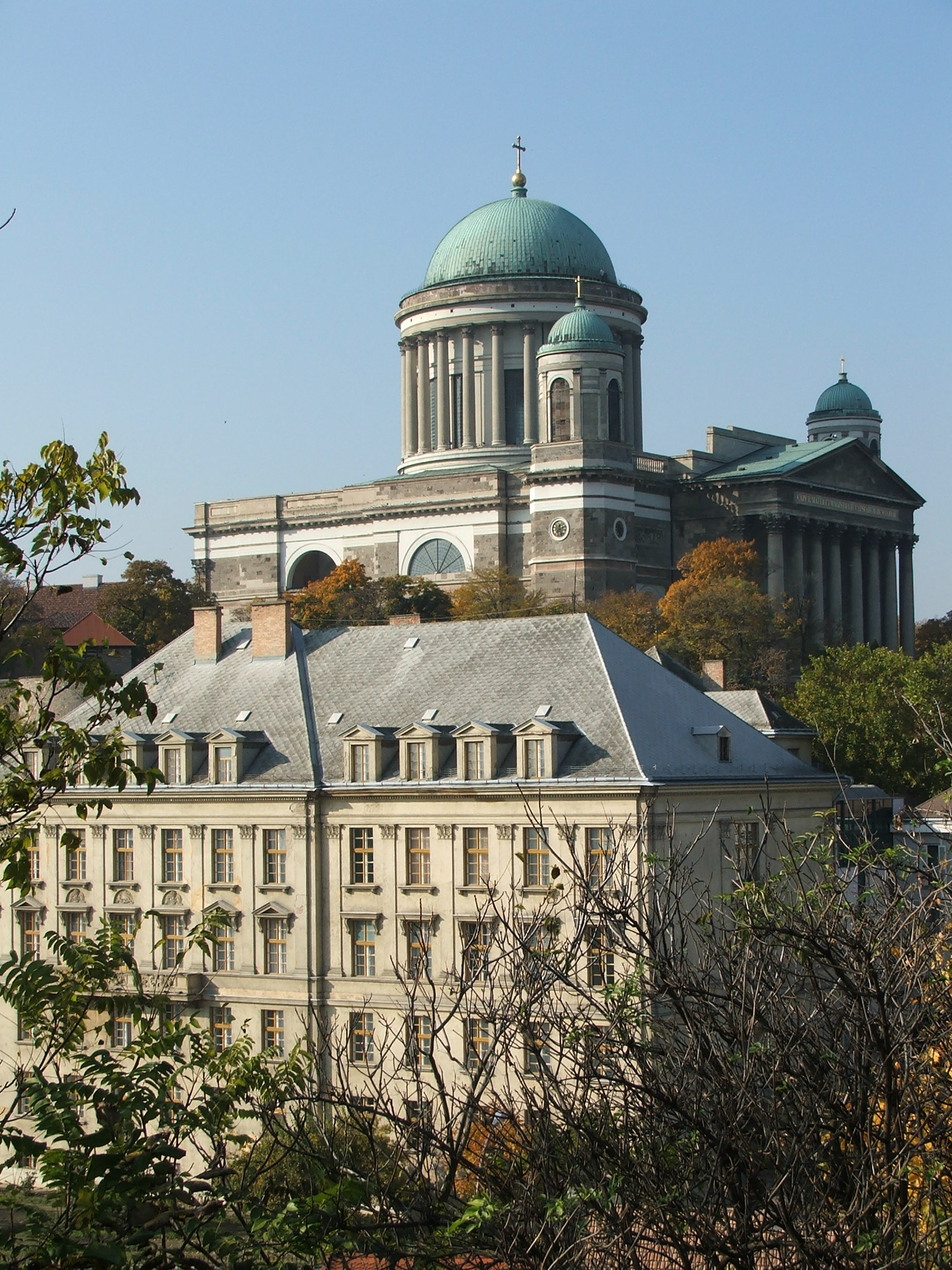
Az esztergomi főszékesegyház

A Magyar Királyságnak a korai időkben nem volt mai értelemben vett fővárosa, mivel a királyi udvartartásnak nem volt állandó székhelye. Az uralkodó egymás után járta végig udvarházait, eltöltve valamennyi időt mindegyikben, felélve az ott felhalmozott javakat, közben intézve a kormányzati feladatokat, ítélkezve a helyi peres ügyekben. A királynak természetben vagy pénzben járó javakat országszerte a legközelebbi udvarházba szolgáltatták be. Ugyanakkor megkülönböztetünk néhány várost, melyek valamilyen oknál fogva kiemelkedtek a többi közül. Az Árpád-korban két ilyen jelentőségű város volt: Esztergom és Székesfehérvár. Feltehetőleg mindkét várost Géza nagyfejedelem alapította 970 körül, két fejedelmi székhelyet létrehozva ezzel. I. István királlyá koronázása után a két városnak különböző szerepkörök jutottak: Esztergom lett az egyházi, Fehérvár a törvényhozási központ. A megszervezett egyház feje az esztergomi érsek lett, aki Esztergomban székelt. A legtöbb országgyűlést a Fehérvár melletti mezőkre hívták össze, valamint István Székesfehérvárott alapította meg a Nagyboldogasszony-bazilikát, mely a török hódoltságig a királykoronázások kötelező helyszíne volt, emellett legtöbb uralkodónkat itt is temették el. Itt őrizték a királyi kincstárat, a koronázási jelvényeket, itt állt a hivatalos királyi szék, itt tartották a törvénykezési napokat, valamint itt őrizték az állam hadilobogóját. Esztergomot és Székesfehérvárt ekkor egyaránt az ország metropolisának, vagyis fővárosának tekintették.
A tatárjárás utáni zűrzavarban építtette föl IV. Béla Buda várát, mely a 14. század elejére számos szerepkört átvett a két korábbi székhelytől. Bár Esztergom maradt az egyházi központ, Székesfehérvár pedig a királyi székhely és a koronázóváros, Buda lett az a település, ahol olyan palota épült, mely állandó helyszíne lehetett a királyi udvartartásnak. Károly Róbert és Nagy Lajos uralkodása alatt olyan települések is felemelkedtek, mint Visegrád vagy Temesvár. A 15. században Luxemburgi Zsigmond és Hunyadi Mátyás is jelentős építkezéseket folytatott Budán, Fehérvárott és Visegrádon is.
I. Szulejmán szultán a mohácsi csatán aratott rendkívül fölényes győzelme után sorra foglalta el a jelentős magyar városokat, Buda 1541-ben, Fehérvár és Esztergom 1543-ban került az oszmánok kezére. Ettől kezdve a Habsburg kézre jutó Királyi Magyarország központja a Bécshez közeli Pozsony lett. A királykoronázások és az országgyűlések egy-két kivételtől eltérően itt történtek az 1848–49-es szabadságharcig, melynek ideje alatt rövid időre Debrecen lett a forradalmi kormány székhelye. A Kiegyezésig Pest és Buda külön-külön más szerepköröket betöltve tekinthető fővárosnak. Ferenc Józsefet és feleségét, Wittelsbach Erzsébetet 1867-ben Budán koronázták meg, az országgyűlések pedig a pesti képviselőházban ültek össze. Végül Budapest 1873-as létrejöttével immár egységes fővárosa lett az országnak. A Országház 1904-es elkészülte után az Országgyűlés hivatalos és végleges székhelye is Budapestre került. Az utolsó magyar király, IV. Károly koronázása 1916-ban szintén a Mátyás-templomban, az akkorra már egyesített Budapest közönsége előtt zajlott le.
| Város          | Időtartam                | Megjegyzés                                                |
| -------------- | ------------------------ | --------------------------------------------------------- |
| Esztergom      | 1001 – 13. század közepe | egyházi központ, királyi székhely                         |
| Székesfehérvár | 1001 – 1543              | világi központ, királyi székhely, koronázóváros           |
| Buda           | 13. század közepe – 1541 | királyi székhely, világi központ                          |
| Pozsony        | 1541 – 1849              | koronázóváros, törvényhozási központ                      |
| Pest-Buda      | 1849 – 1873              | törvényhozási központ                                     |
| Budapest       | 1873 – 1946              | székesfőváros és törvényhozási központ, tényleges főváros |

## A folytonosság kérdése

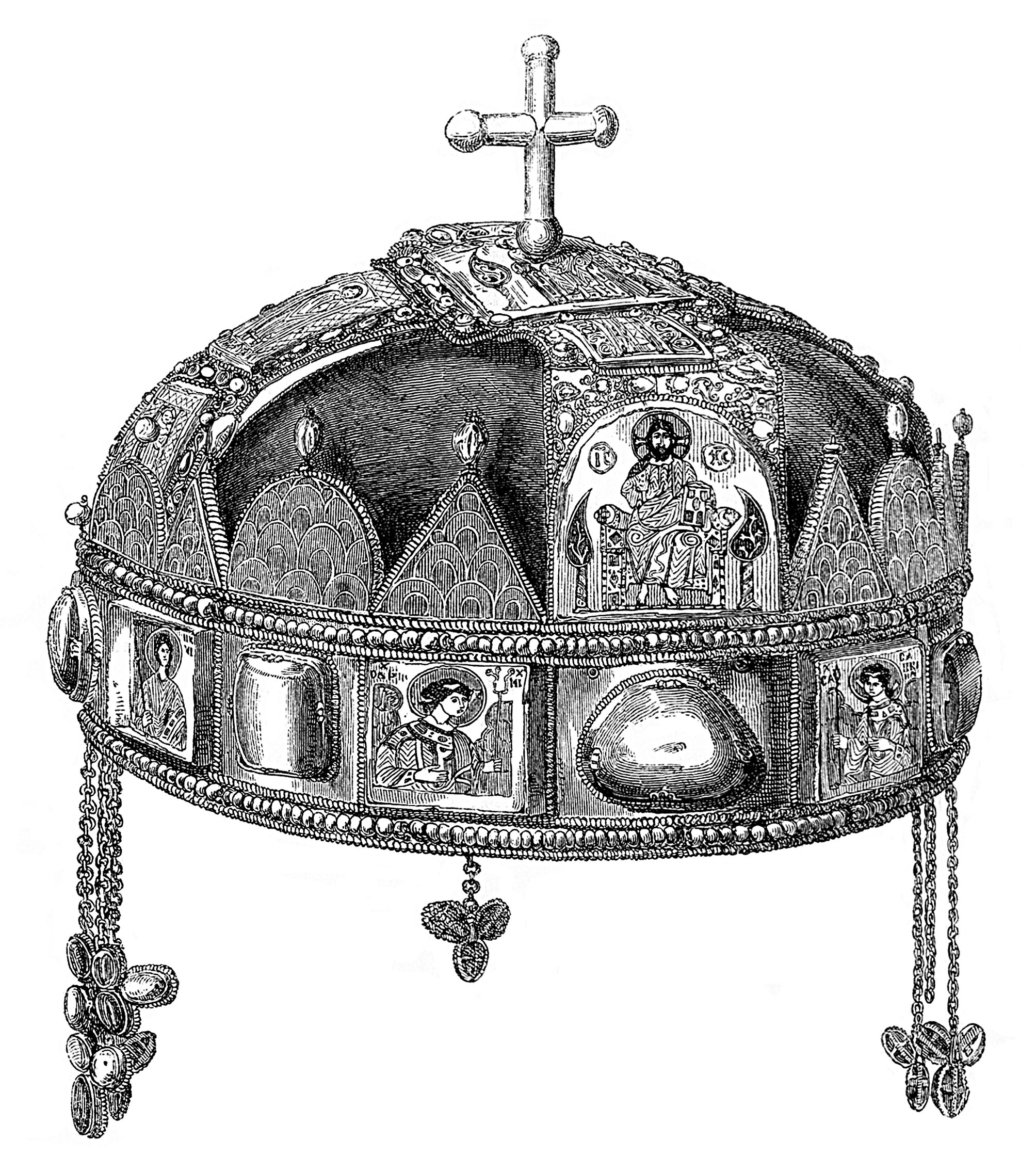
A Szent Korona ábrázolása 1857-ből

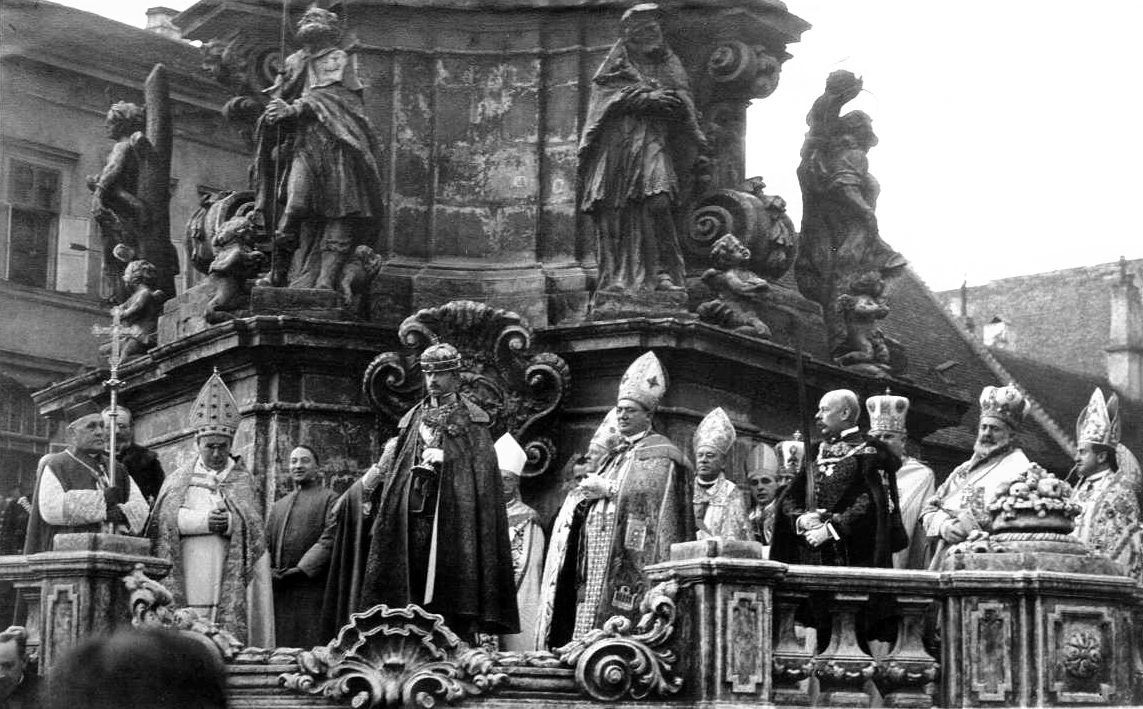
A királyság utolsó koronázása, IV. Károly eskütétele, 1916. december 30.

Az államiság tekintetében az ezeréves folytonosság kimutatása a 19. században vált politikailag fontossá, miután a 18. századig élő nemesi hungarus-tudat helyébe a nyelvközpontú magyar nemzeti tudat lépett. Ez az állam területén élő más nemzetiségek és a germán Habsburg-uralommal szemben határozta meg magát, a Kárpát-medence területén levő soknemzetiségű országban politikai kizárólagosságra tört, s ehhez keresett közjogi megalapozást.
Lengyelországtól vagy Németországtól eltérően a Magyar Királyság neve és a meghatározó politikai intézmények folyamatosan léteztek 1001-től fogva, de azok folyamatosan átalakultak, ezért nehéz egy olyan jellemzőt kiválasztani, amely önmagában megtestesíthetné a politikai folytonosságot.
Az ősi magyar uralkodó család, az Árpád-ház 1301-ben férfiágon kihalt, azután pedig különféle vegyesházi királyok következtek.
Az 1526-os mohácsi csata után katonailag összeomlott az ország, és politikailag is három részre szakadt. Az állam teljes szuverenitása, a függetlenség 1918-ig hiányzott. A törököt kiűző Habsburgok nem egyesítették az országot, erre egészen az 1867-es kiegyezésig kellett várni, ekkor teremtődött meg újra a korlátozott államiság. A nemesi családok között is nagy változások következtek be. A lakosság nemzetiségi összetétele és nyelvi arculata szintén átalakult.
A Szent Korona-tan közjogi funkciót tulajdonított a Szent Koronának, a hatalom legfőbb forrásaként tekintett rá. Eszerint például a Királyság hivatalos elnevezése A Magyar Szent Korona Országai volt, ebbe tágabb értelemben valamennyi olyan területet (országokat, tartományokat) beleértettek, amelyek az Árpád-házi királyok alatt a Szent Korona birtokában voltak.

## Térképek

### Nemzetiségi térképek

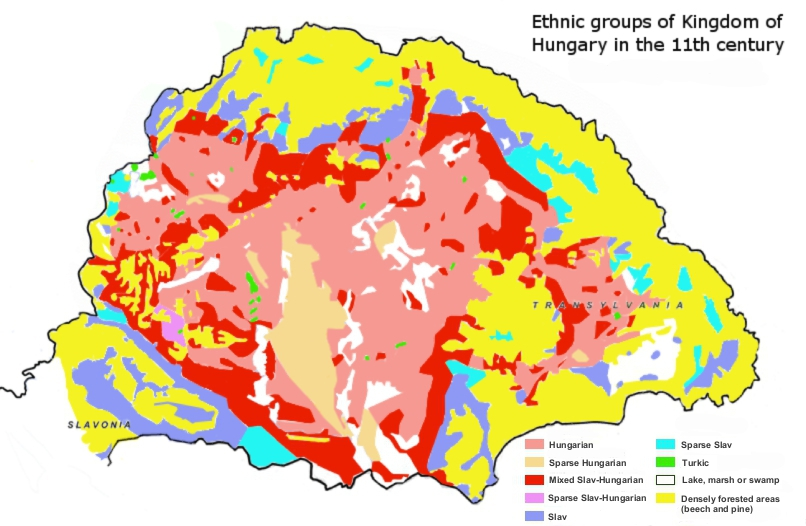
Etnikai csoportok elhelyezkedése a Magyar Királyság területén a 11. században
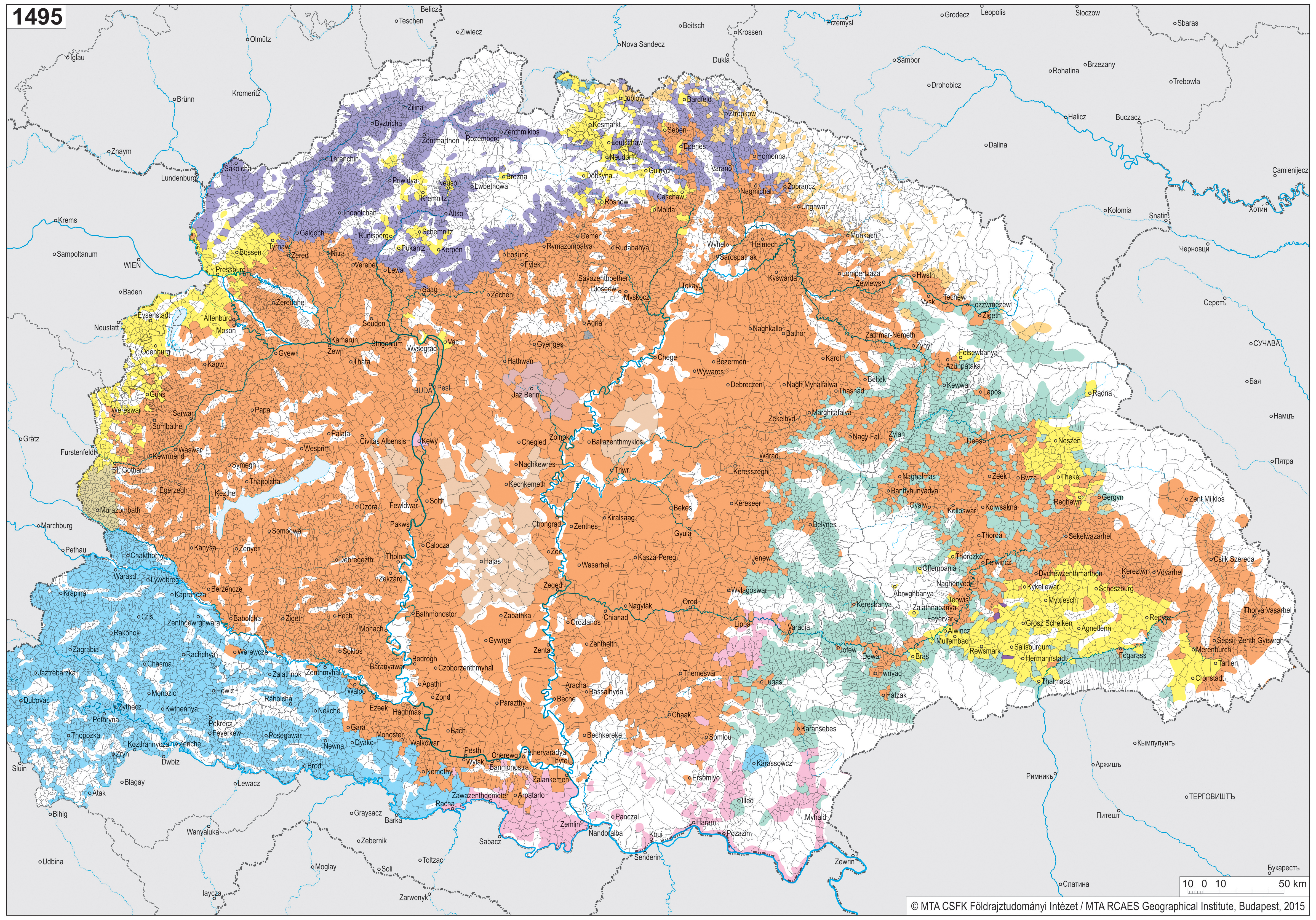
A Magyar Királyság etnikai térképe 1495-ben kutatások alapján (Magyar Tudományos Akadémia), a magyarok narancs színnel vannak jelezve.
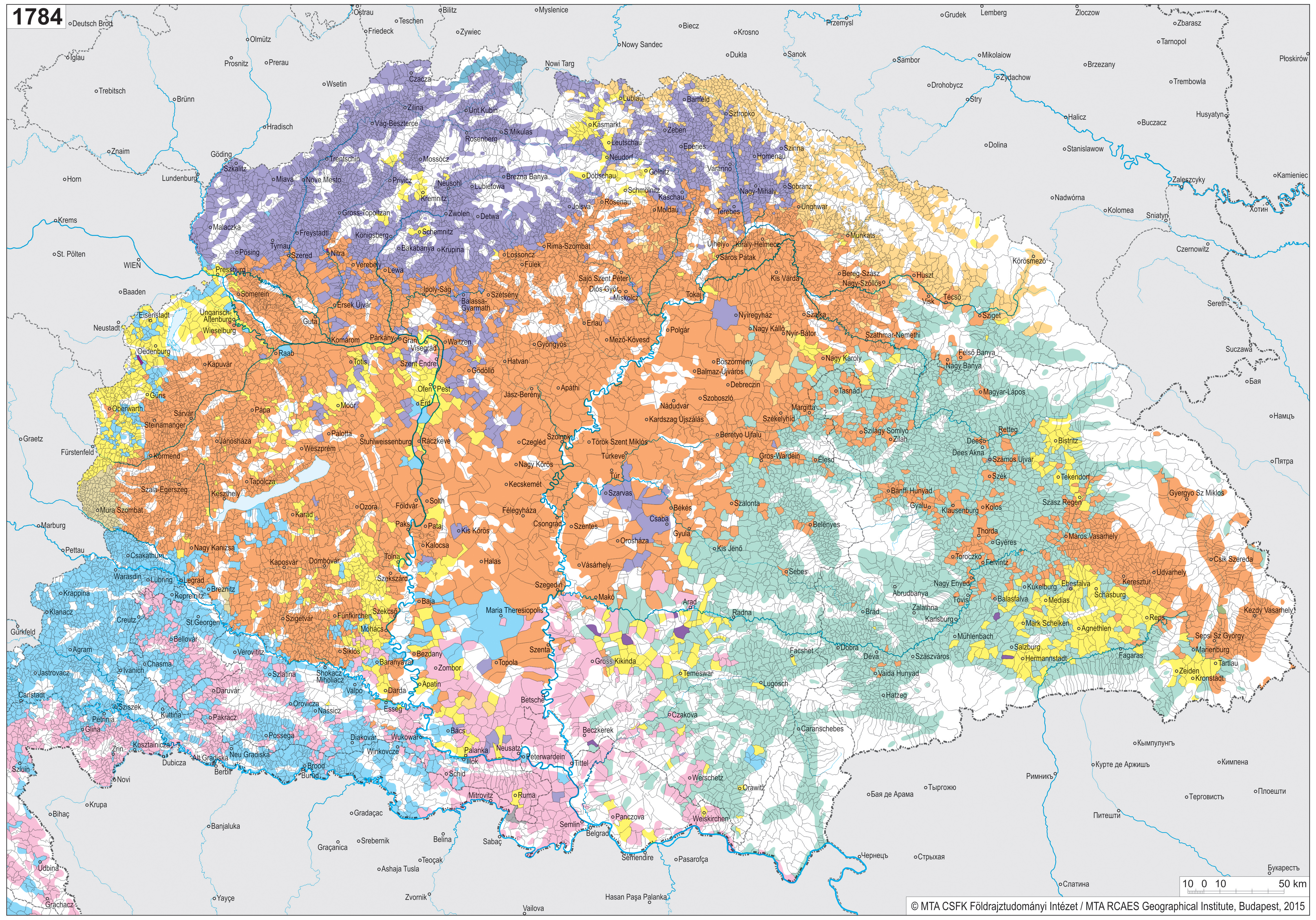
A Magyar Királyság etnikai térképe 1784-ben kutatások alapján (Magyar Tudományos Akadémia), a magyarok narancs színnel vannak jelezve. Az évszázados háborúk és migrációk következtében a Magyar Királyság etnikai arculata megváltozott..
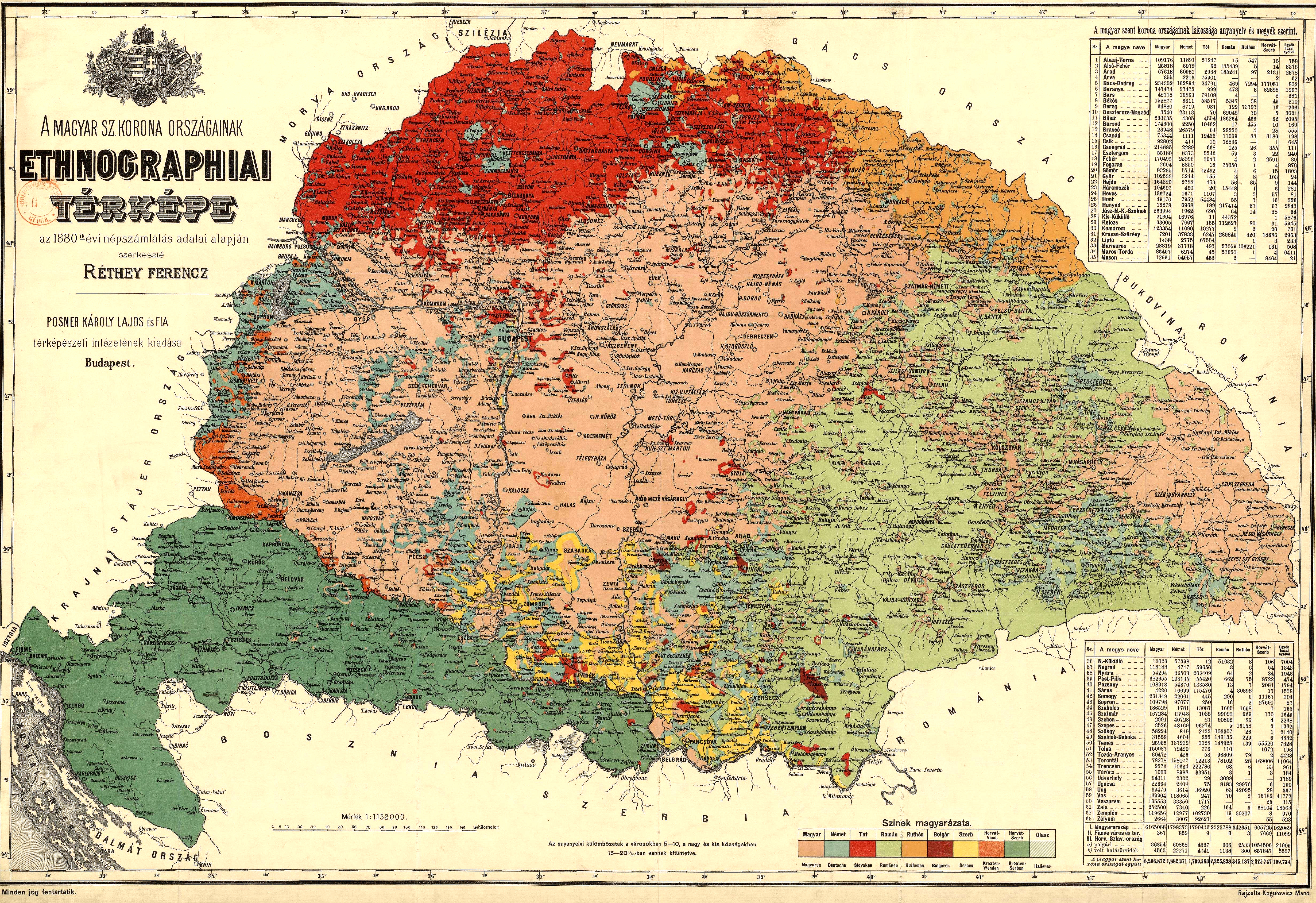
Magyar Királyság és országainak etnográfiai térképe a kiegyezés után
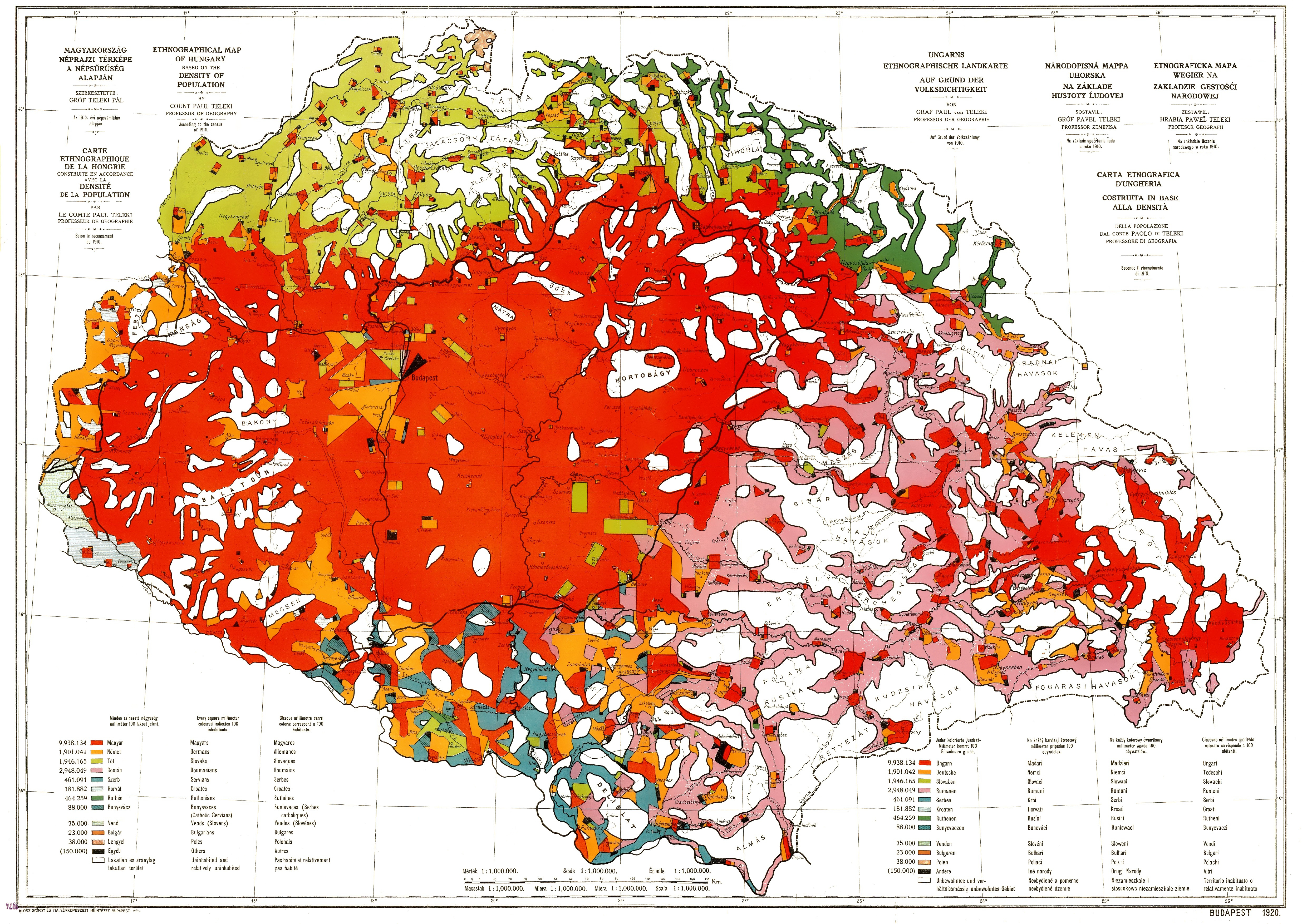
Teleki Pál miniszterelnök "vörös térképe", mely Magyarország nemzetiségeit mutatja az 1910-es népszámlálás alapján.
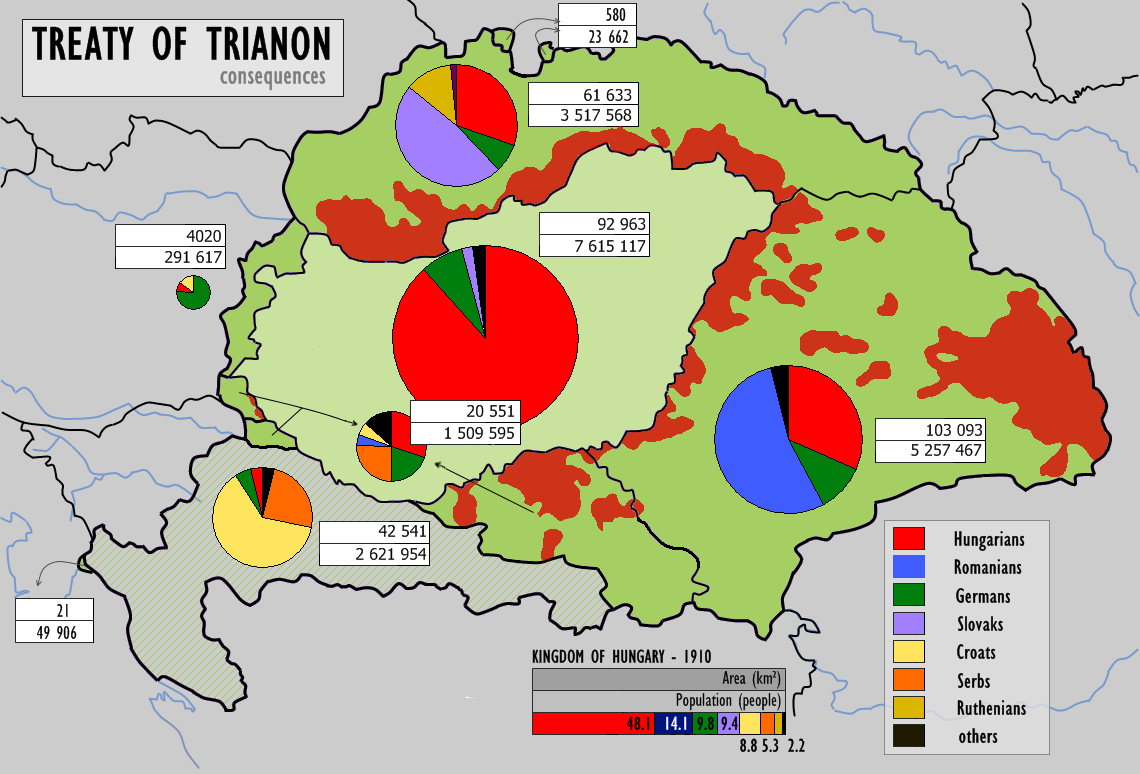
A trianoni békeszerződés

### Politikai térképek

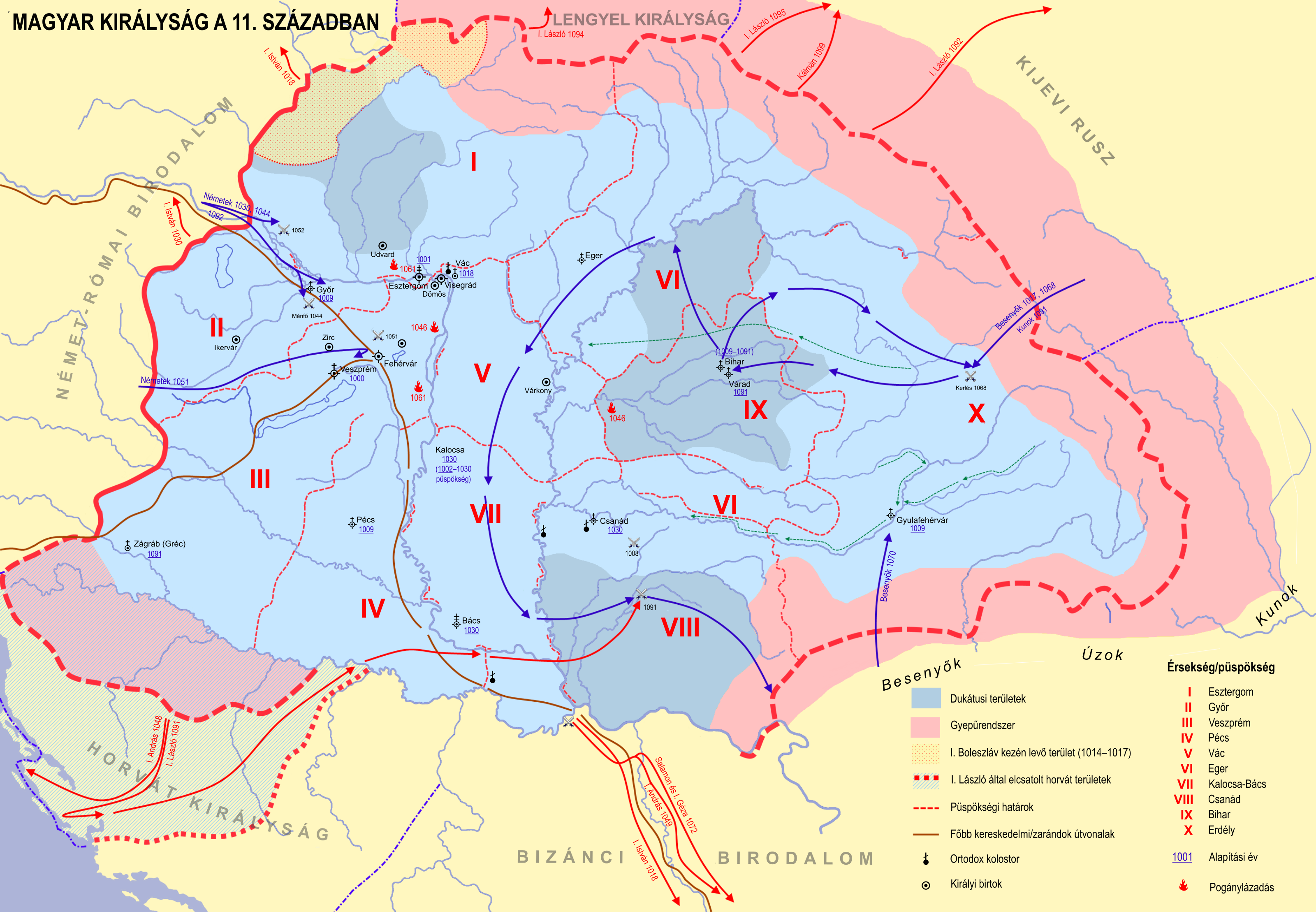
A Magyar Királyság a 11. században
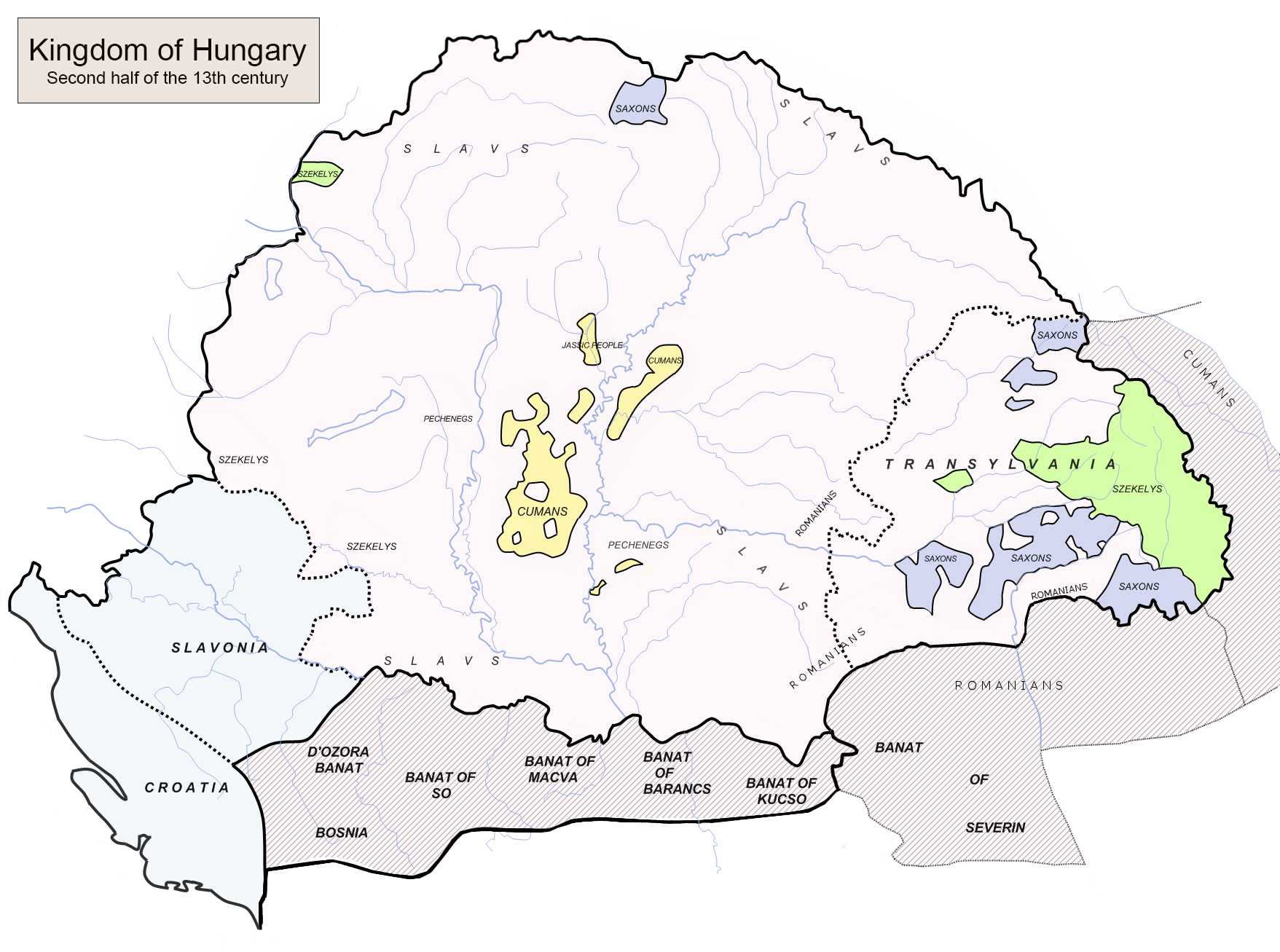
A Magyar Királyság a 13. században
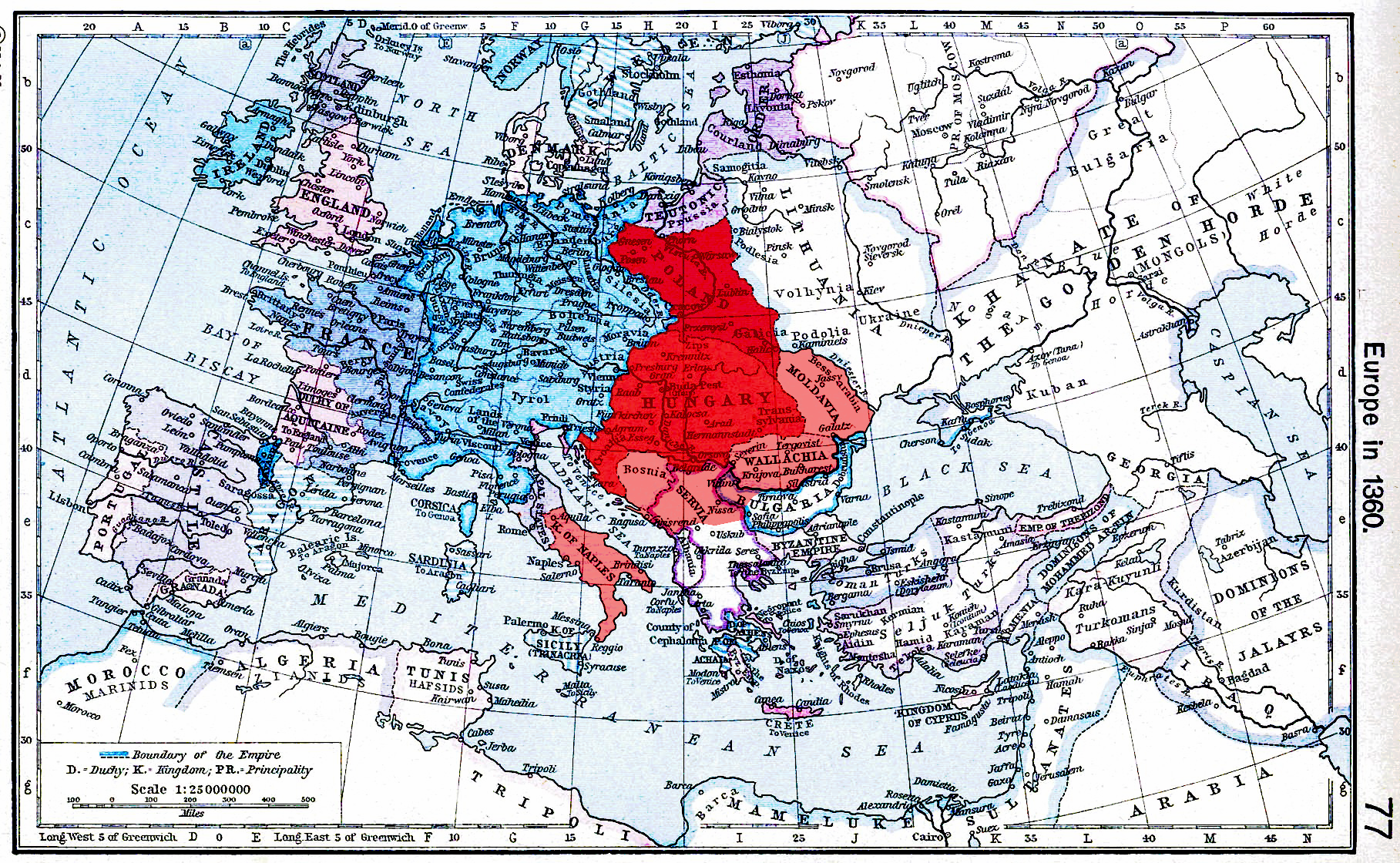
A Magyar Királyság és a hűbéres országok Nagy Lajos korában
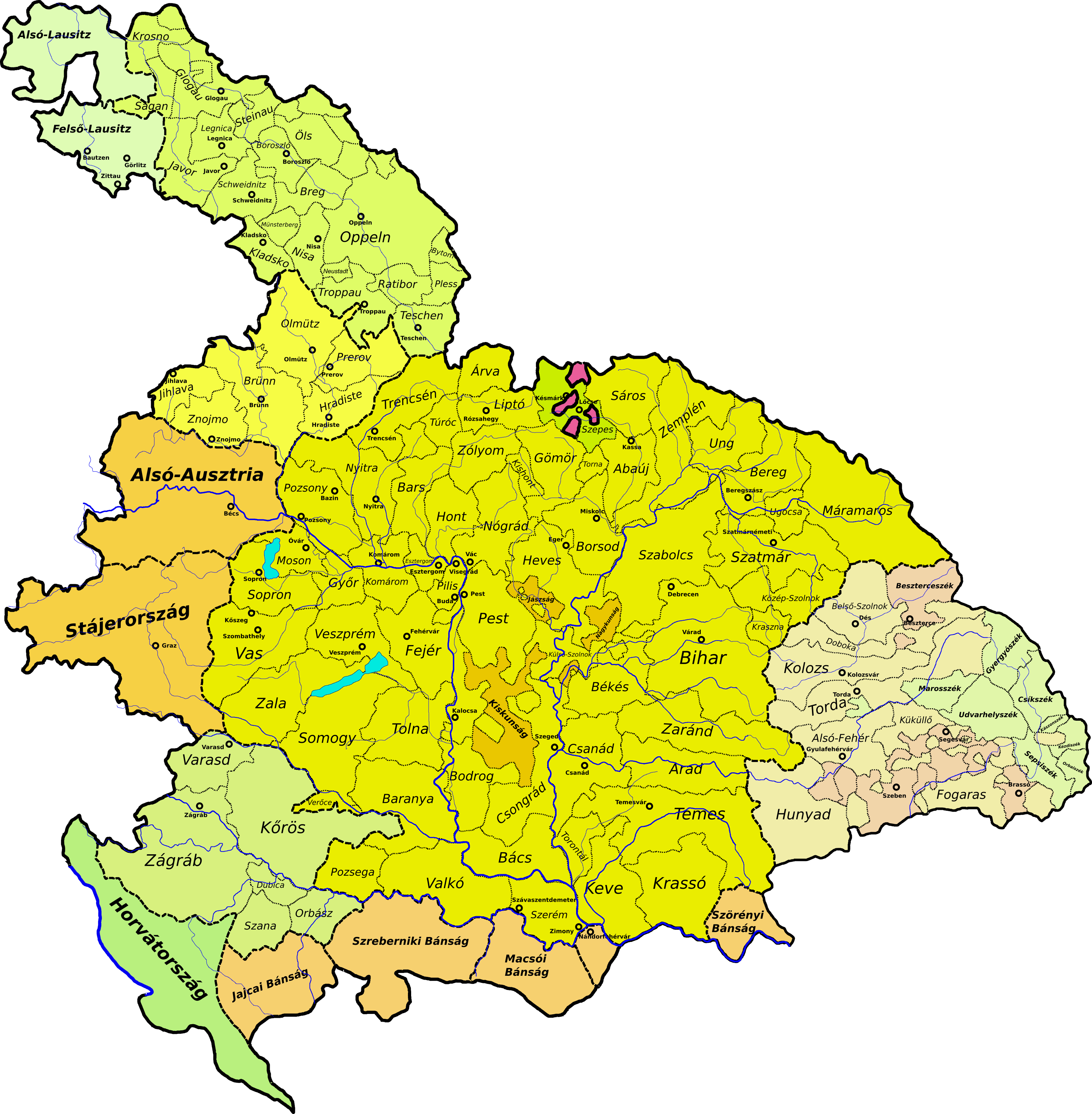
I. Mátyás magyar király birodalma
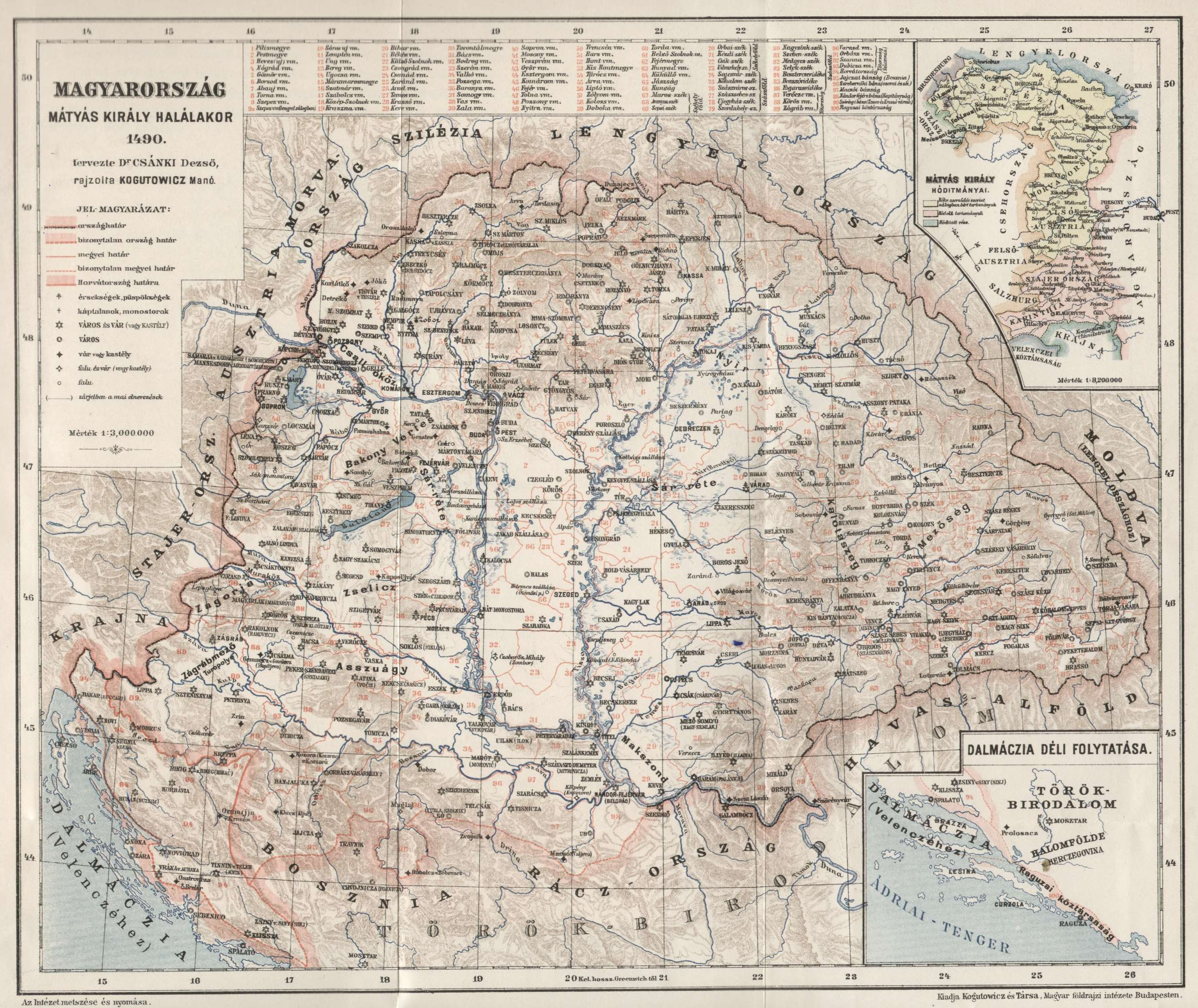
Hunyadi Mátyás halálakor, 1490 körül
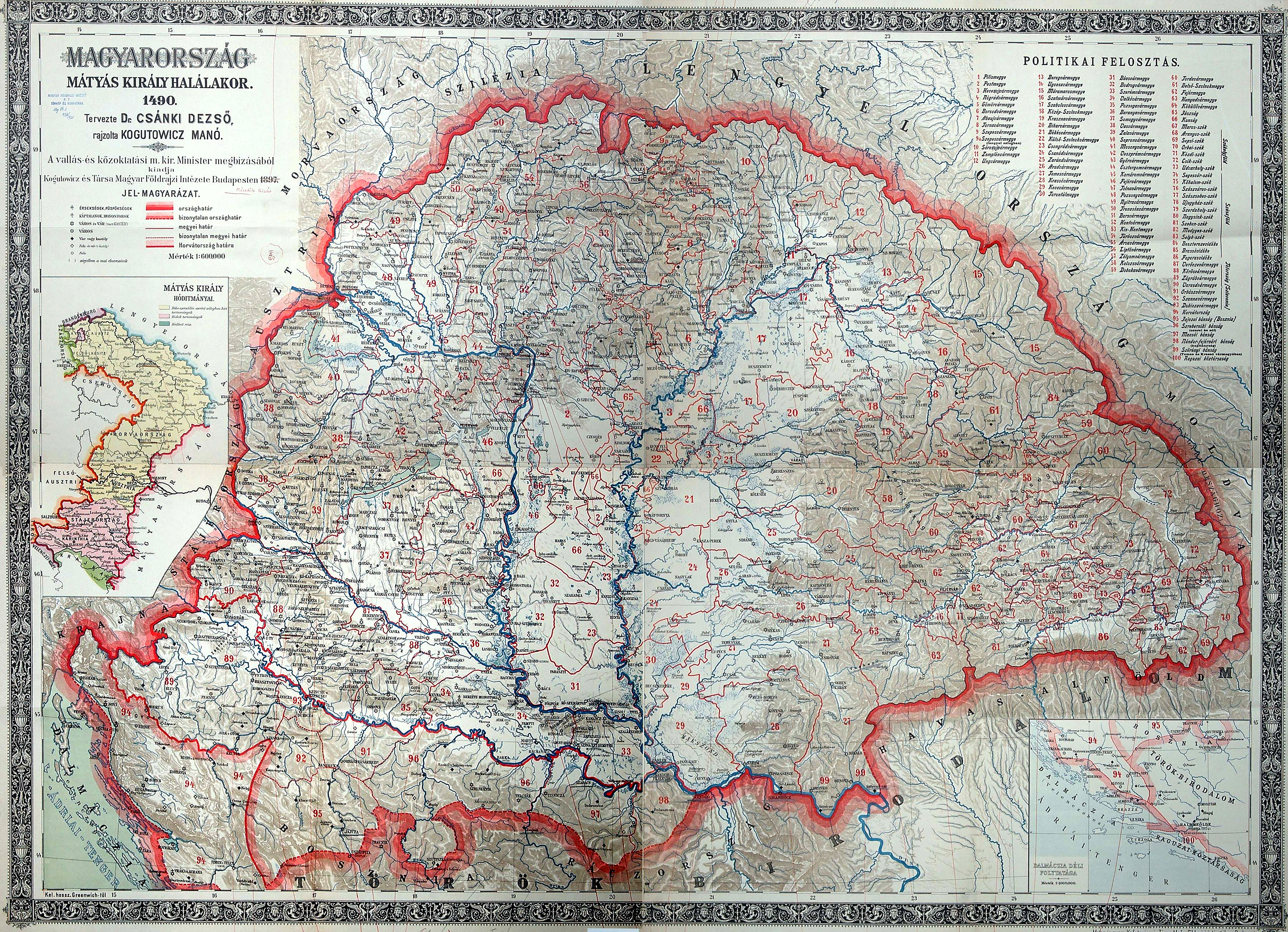
A Magyar Királyság területe a Hunyadiak korában (1490 körül)
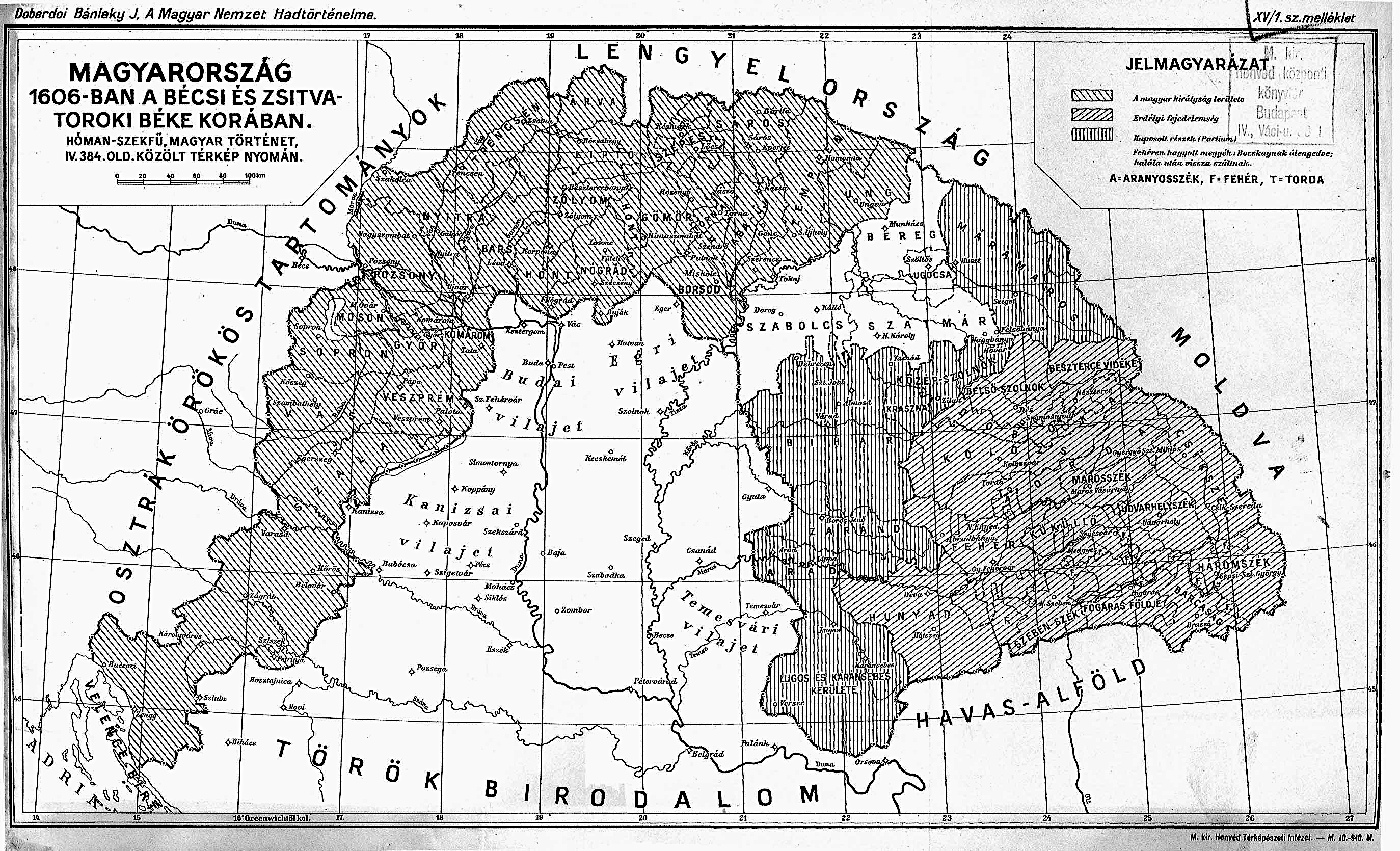
A Magyar Királyság és az Erdélyi Fejedelemség 1606-ban
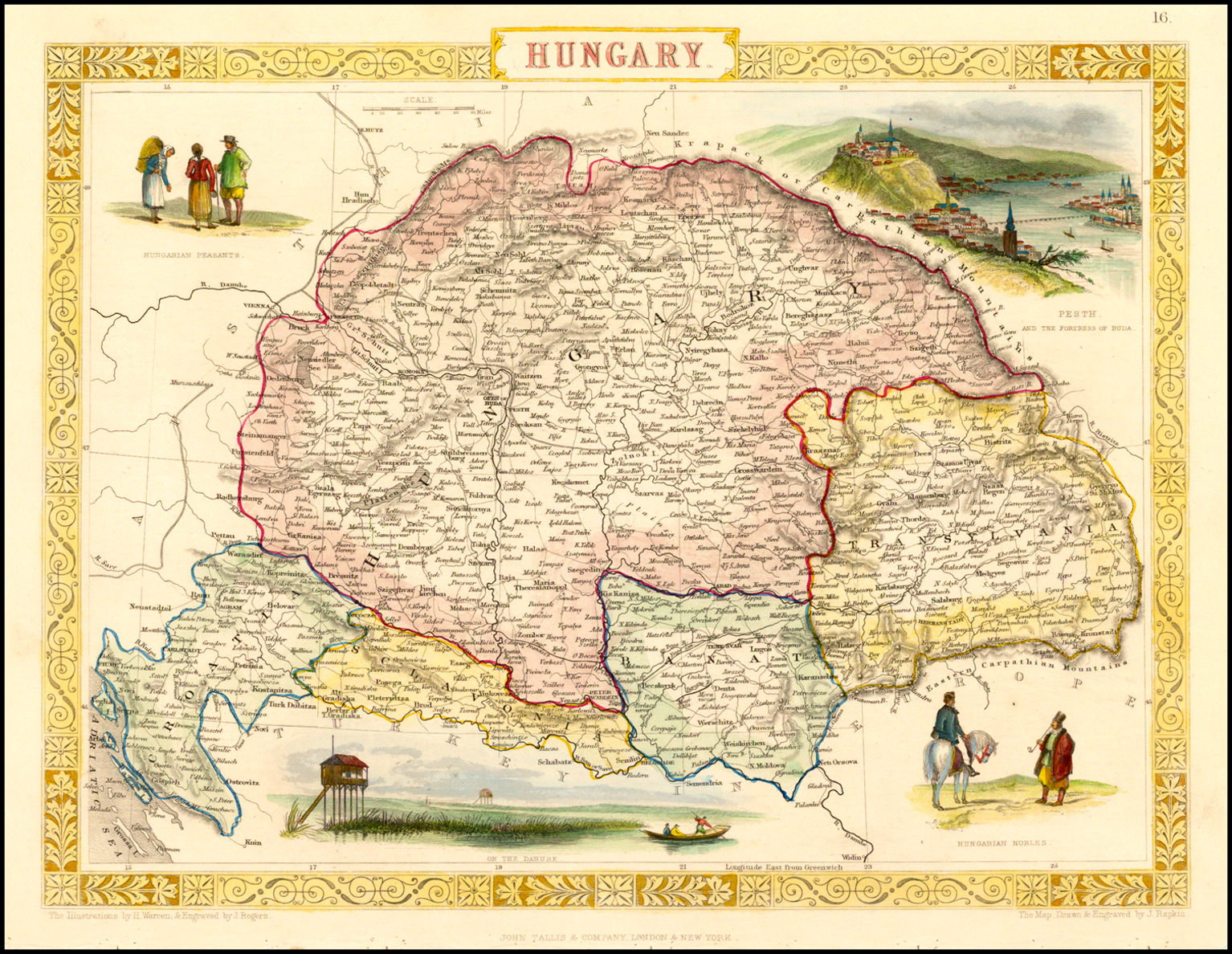
„Hungary”, John Tallis térképe 1851-ből
A Magyar Királyság vármegyéi a 19. század végén
Magyarországi képviselő-választó-kerületek térképe gróf Kreith Béla 1893-as térképe alapján
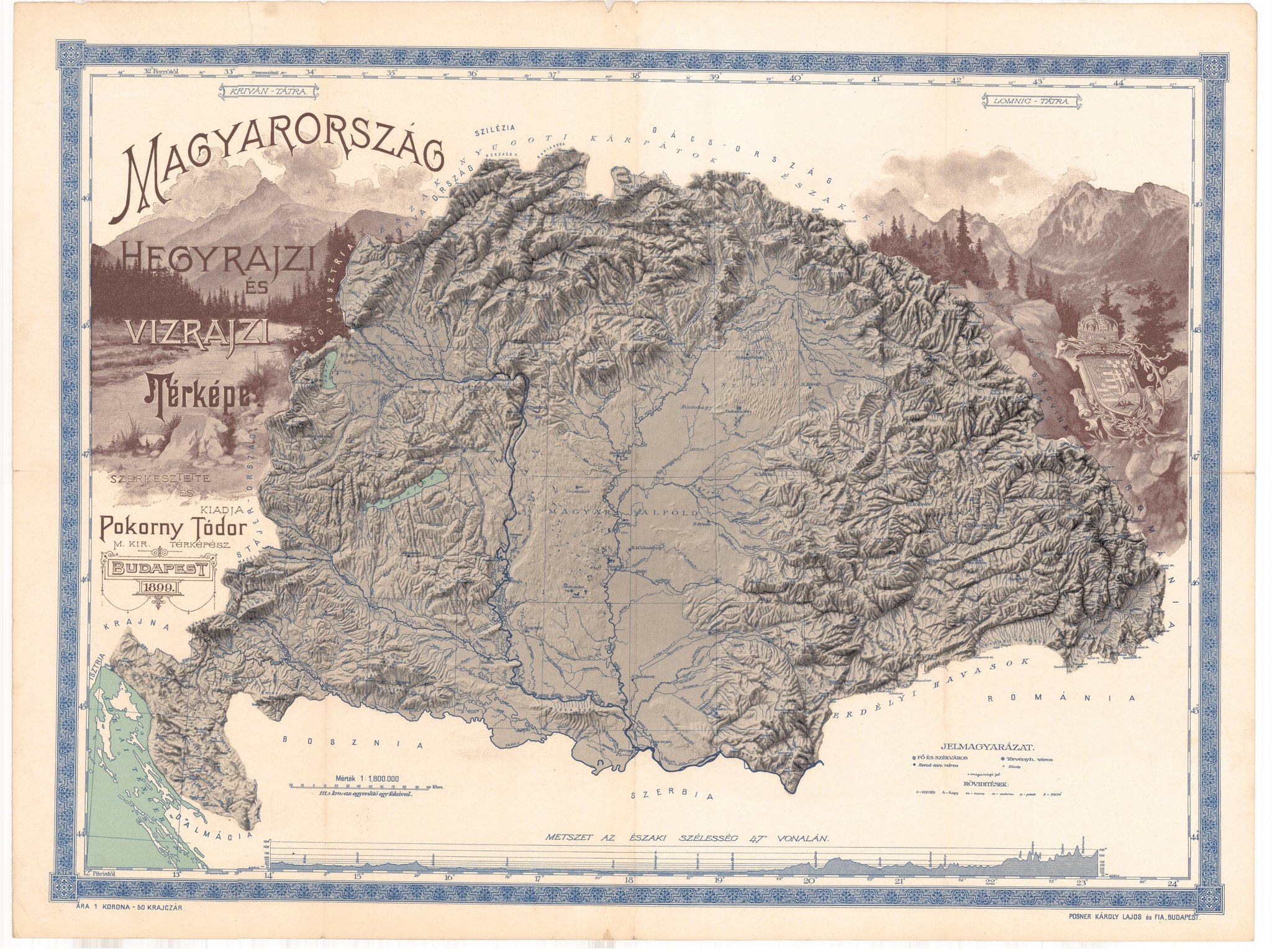
Magyarország hegy- és vízrajzi térképe. Mérték 1:1,800.000,  Pokorny Tódor térképe 1898-ból
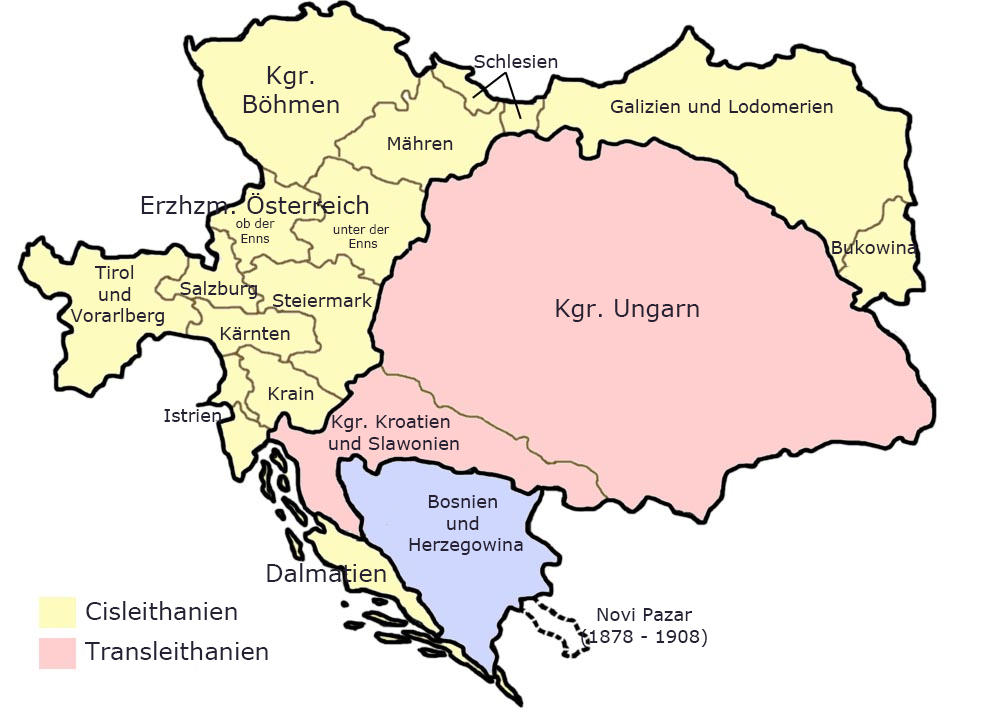
Az Osztrák–Magyar Monarchia 1914-ben. A rózsaszín terület a Magyar Királyság.
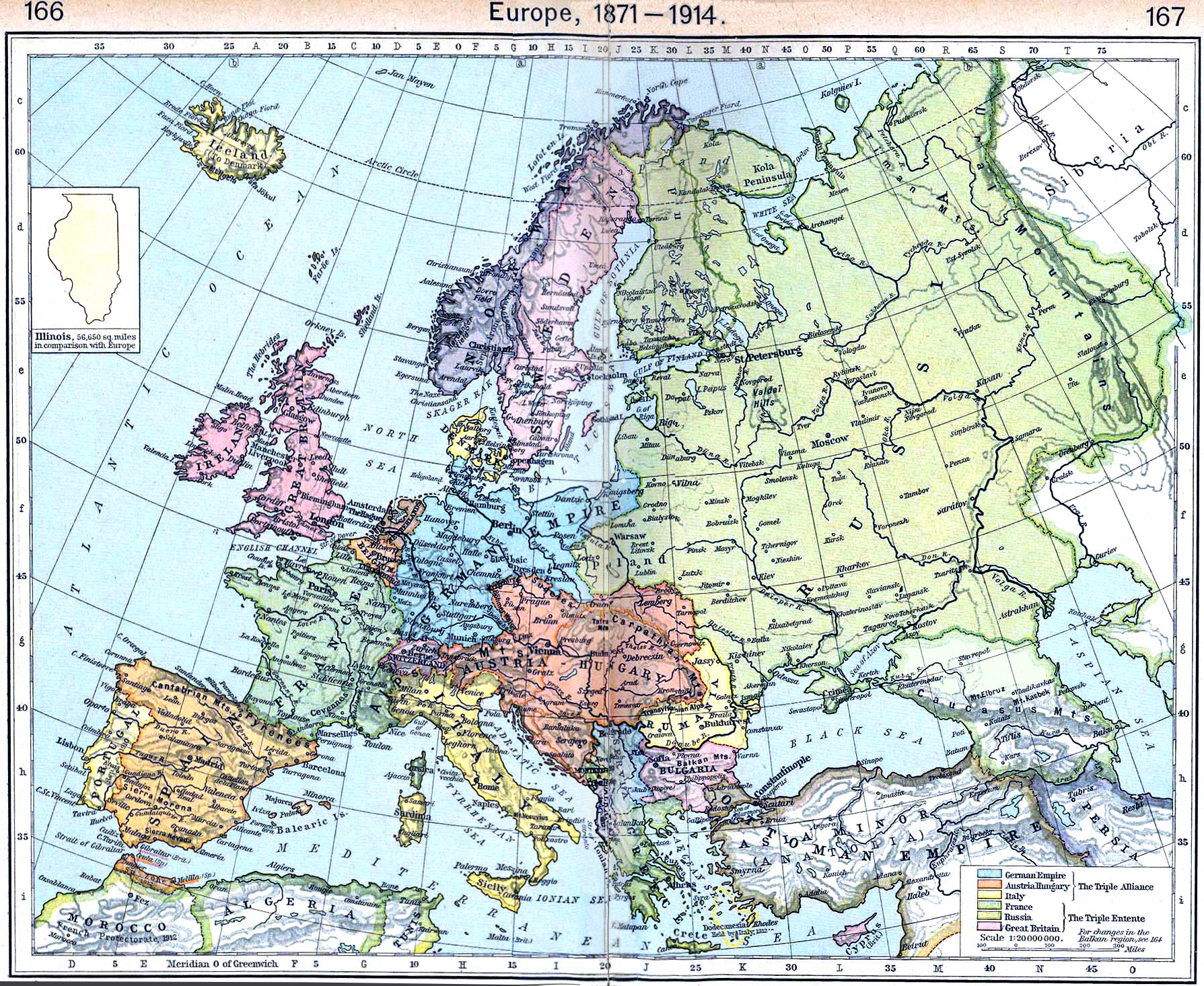
Európa politikai térképe 1914-ben.
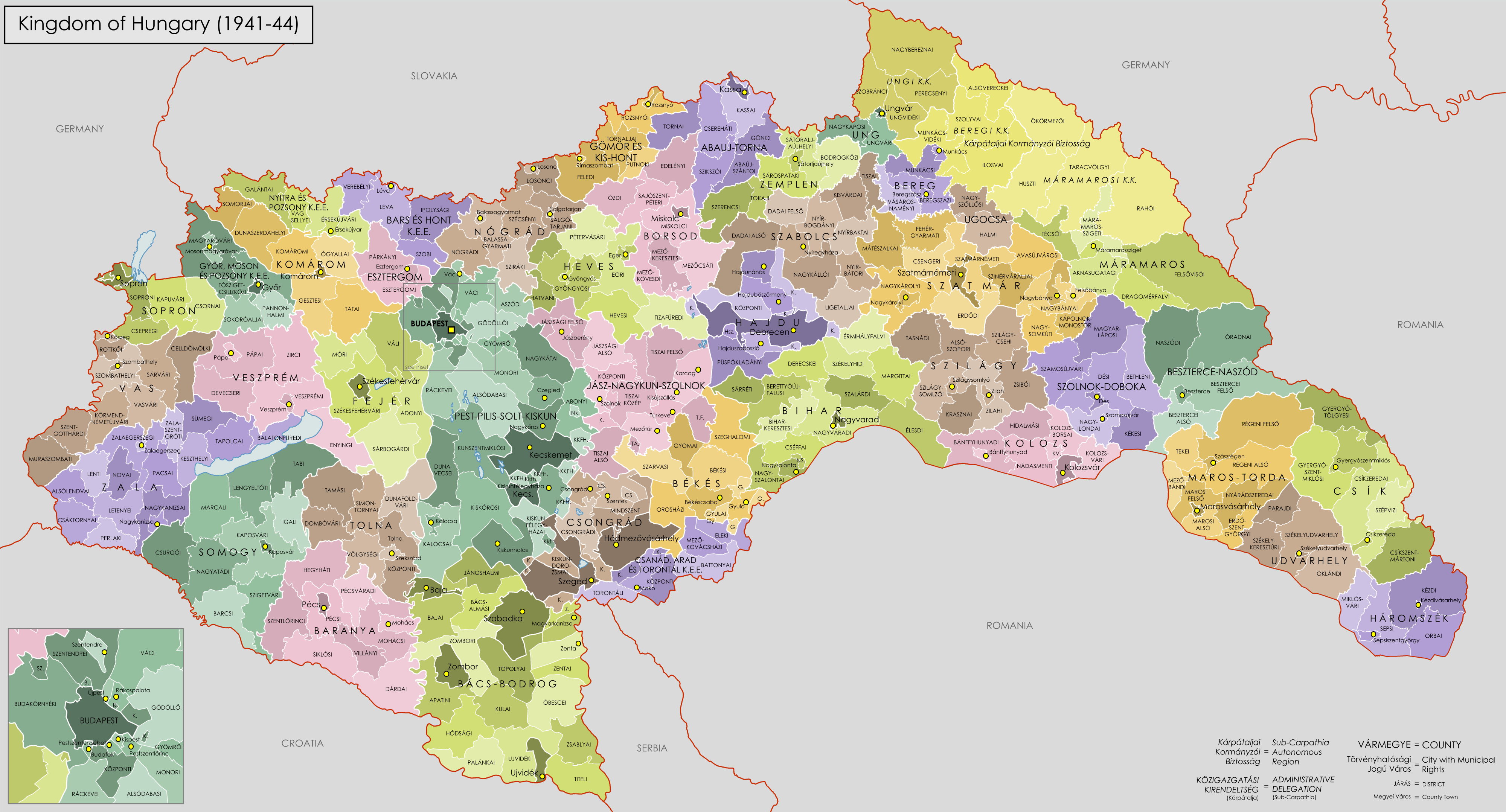
A Magyar Királyság 1941 és 1944 között

## Nemzeti jelképek

### Címerek

Árpád-sávos pajzs
III. Béla Kettős keresztes pajzsa
Imre király címere a kilenc oroszlánnal
Hármashalmos pajzs
Az Anjou-házi királyok kettéosztott címere: jobb oldalán az Anjou-liliomok, bal  oldalán az Árpád-sávok
I. (Nagy) Lajos címere, benne bal felül az Anjou-ház, jobb felül Lengyelország, bal alul Magyarország, jobb alul Dalmácia címere
I. (Hunyadi) Mátyás címere, benne bal felül az Árpád-sávok, jobb felül Magyarország, bal alul Dalmácia, jobb alul Csehország, középen a Hunyadi-ház címere
Az 1848-as Kossuth-címer
Az 1849-es nagycímer, benne középen a Kossuth-címer, a nemzetiszínű szalag mentén bal fentről lefelé haladva: Dalmácia, Horvátország, Szlavónia, Galícia, Lodoméria, Rácország, Szerbia, Kunország, Bulgária és Erdély címere
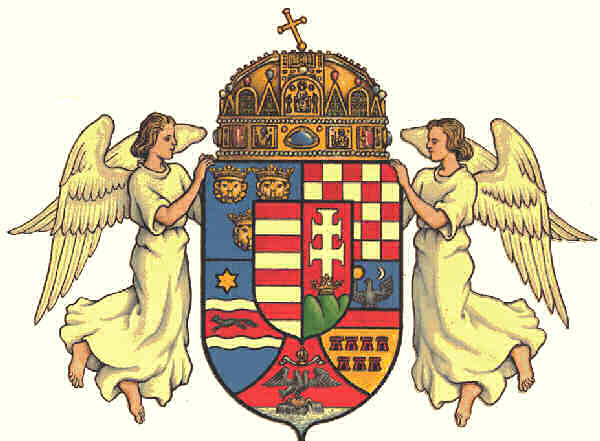
A magyar középcímer, benne középen Magyarország, bal felül Dalmácia, jobb felül Horvátország, jobb alul Erdély, bal alul Szlavónia, lent középen pedig Fiume címere
A középcímer 1915-től, amikor Bosznia címere is belekerül
Az angyalos kiscímer

### Zászlók

Árpád-sávos zászló
Anjou-zászló
A Fekete Sereg zászlaja
A reformkor és az 1848-as szabadságharc idején használt polgári zászló
A Magyar Királyság zászlaja a dualizmus időszakában (1867–1918)

### Koronázási jelvények

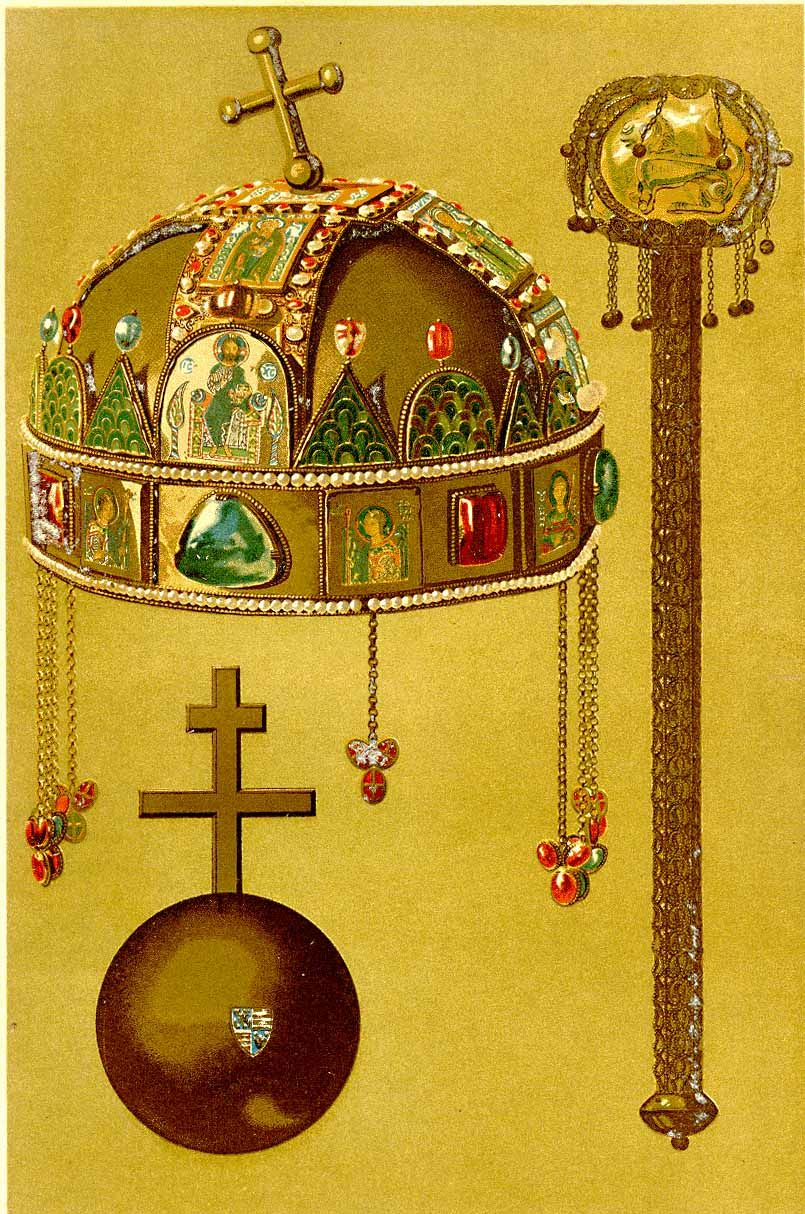
A magyar koronázási jelvények
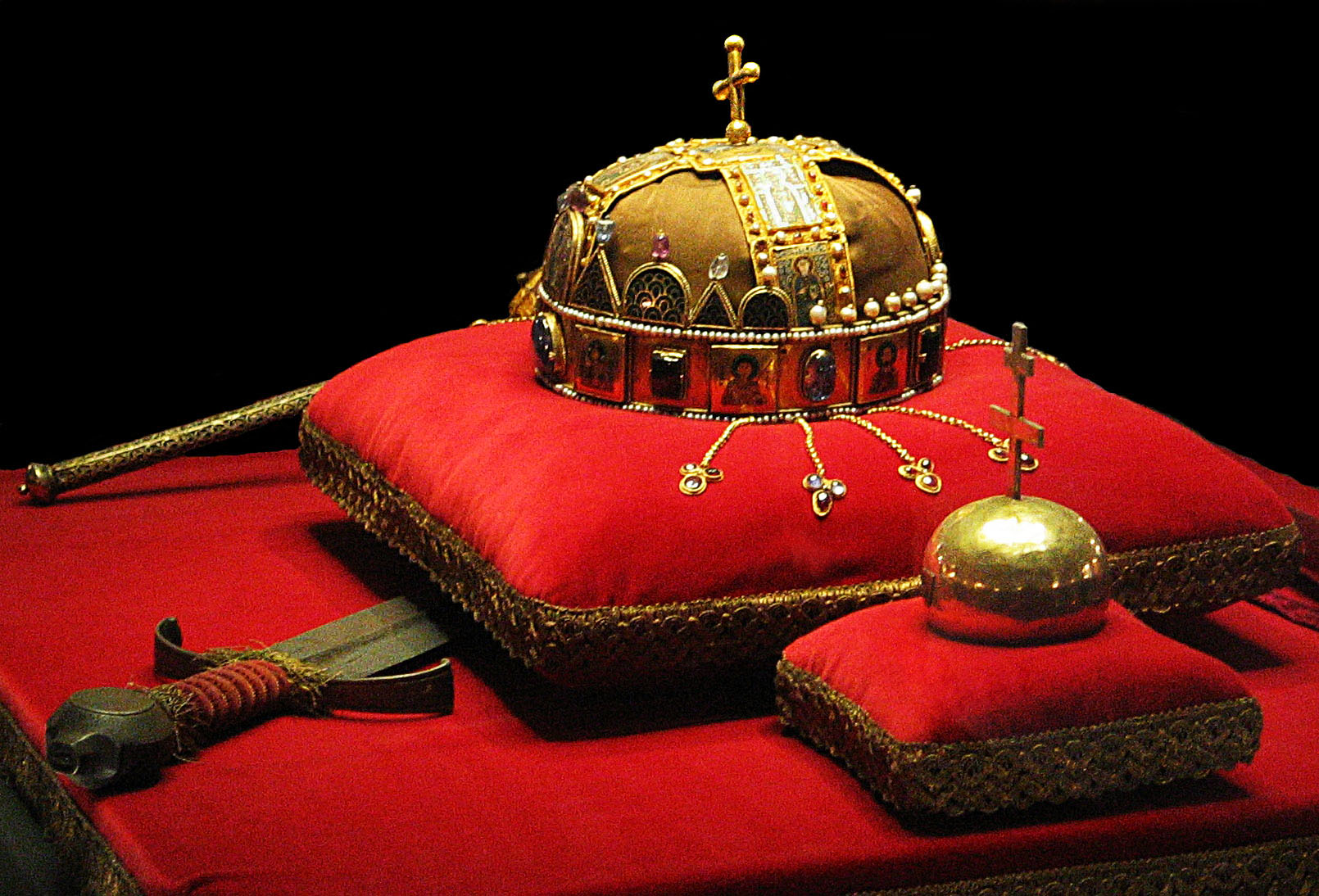
A koronázási jelvények az Országházban
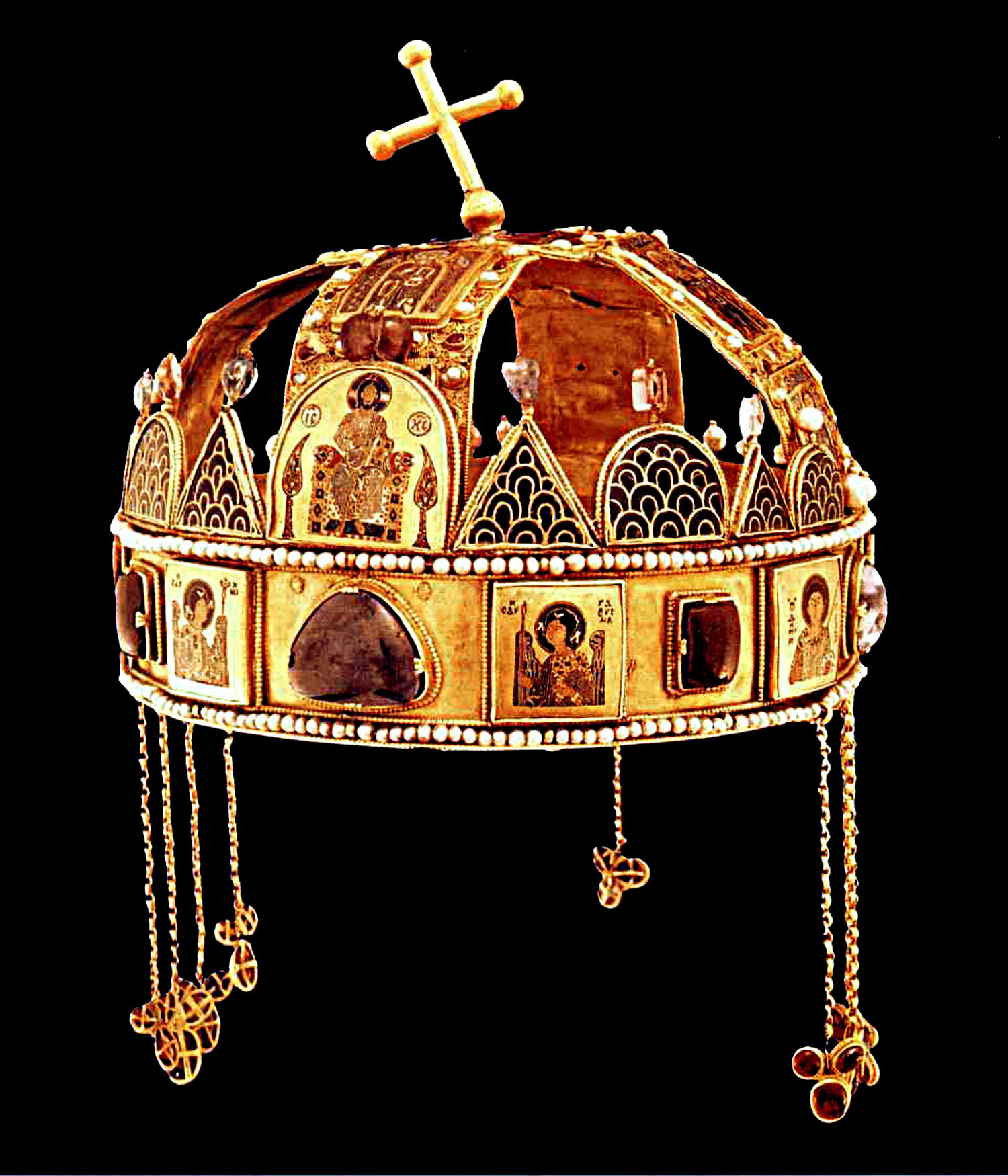
A Szent Korona
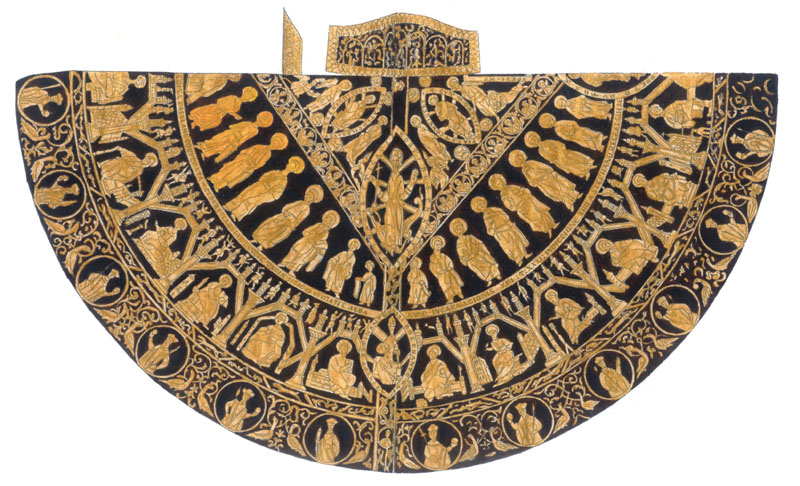
A koronázási palást